# ひみつのアイプリ
『ひみつのアイプリ』は、タカラトミーアーツとシンソフィアが共同開発したトレーディングカードアーケードゲームおよび、同ゲームを原作とするテレビアニメ。プリティーシリーズの第5世代に当たる。
本記事では『ひみつのアイプリ』と同時に稼働を開始する関連筐体の『アイプリバース』（AIPRI VERSE）についても解説する。

## 概要
2010年に稼働を開始した『プリティーリズム』を起源とするプリティーシリーズの第5世代である。2024年4月よりアーケードゲームが稼働を開始し、同時期にテレビアニメやコミカライズ等のメディアミックスも開始された。2021年10月から稼働していた第4世代の『ワッチャプリマジ!』は本作の開始と入れ替わりで終了となるが、マイキャラデータ等は『アイプリ』と同時に稼働を開始するクロスオーバー作品『アイプリバース』への引き継ぎキャンペーン実施を予定している。
2024年1月26日の製作発表記者会見において、齊藤なぎさが公式アンバサダーへ就任した。齊藤は第2期から登場するわこ先生の声も演じる。
また、本作では筐体と連動した「アイプリブレス」やミルフィーカードを始めとした玩具およびリップやマニキュアなどのコスメ用品がタカラトミーアーツではなく、親会社のタカラトミーから発売される。

## ストーリー

### 第1期
仮想空間アイプリバースを舞台に活動するひみつのアイドル、それがアイドルプリンセス、略してアイプリ。私立パラダイス学園中等部1年生の青空ひまりは、人気アイプリ「ミーちゃん」に憧れていたが、極度の人見知りであるひまりはアイプリになることをためらっていた。しかし、ひょんなことから生徒会室で見つけたアイプリブレスを装着した事により、ひまりは謎の少女つむぎの声に導かれて「ひみつの扉」を通り抜け、アイプリバースに迷い込む。そして成り行きでアイプリデビューすることとなり、さらにはその事実を「ひみつ」として隠し通さなければならなくなってしまった。その一方で、ミーちゃんの正体はひまりの幼馴染みでルームメイトの星川みつきであり、ひまりを含めた周囲の人物にそれを「ひみつ」にしていたことが明らかになった。2人は互いに「ひみつ」を抱えていた上、一緒にアイプリデビューするという幼少期の約束を双方が破っていたため関係がギクシャクしかけたが、お互いにアイプリになっていた事を打ち明かす。こうして、2人の「ひみつ」を抱えながらの学園生活とアイプリでの活動の日々が始まった。
しかし、平穏な日々は長くは続かなかった。ひまりが校則違反を承知の上、やむを得ず深夜にアイプリバースに立ち入ったことがアイプリを憎むパラダイス学園の学園長大須賀ヴィクトリアにばれてしまい、パラダイス学園生徒のアイプリ禁止が発令されてしまう。このピンチに立ち上がったパラダイス学園の生徒会役員、ヴィクトリアがかつてデュオアイプリだった頃の相棒、そしてひまりとみつきの二人の絆がヴィクトリアの心を入れ替えさせ、パラダイス学園のアイプリ禁止令を撤回させることに成功した。
本格的に活動を開始したひまりとみつきは、ひまりをアイプリバースに導いたつむぎを仲間に引き入れ、シークレットフレンズ∞を結成。それに対し、生徒会デュオのルビー＝ラズリはもう一つのデュオアイスマイリンと合流し、カルテットスターとして生まれ変わった。
一方で、ひまりが幼い頃のムギちゃんと交わした「プリンセスになる」という約束を思い出した時、つむぎが光り輝くプリンセスへと姿を変えた。だが、プリンセスアイプリの覚醒は、ひまりのクラスメイト真実夜チィの心の闇を増幅させ、邪悪なダークアイプリ・ダークチィを生み出すこととなる。
ダークチィによりアイプリバースが闇に包まれる中、カルテットスターは自分たちとダークチィによって封印されたつむぎを賭けた歌合戦を挑み、ダークチィに勝利するが、往生際の悪いダークチィはつむぎを返すという約束を反故にし、カルテットスターをアイプリバースからキックした上、彼女たちを元にしたダークアイプリ、その名もダークカルテットスターを生み出すというこの上なく卑劣な行為を実行した。ところが、ダークチィとダークカルテットスターは仲間割れを起こし、今度はダークカルテットスターによって数多くのアイプリがカードに封印されていく。止めに入ったひまりとみつきでさえも封印こそ免れたもののダークカルテットスターの圧倒的な力の前に手も足も出なかった。
そんな中、ひまりとみつきの家族からアイプリバースの真実が告げられる。一つはダークアイプリによってアイプリブレスを動かすエネルギー、名付けて「おともだちエナジー」が奪われつつあるということ、そしてもう一つは、つむぎは人間ではなくアイプリバースのプログラムの一部、もっと言えばアイプリバースそのものだったということ。しかも、ひまりやみつきがつむぎと出会ったことで、つむぎに感情が芽生えていったのだが、これが却ってアイプリバースのシステムにゆがみを生じさせていた。そう、ひまり達は知らない間にダークアイプリ誕生の最大の原因を作っていたのだった。
このままつむぎのおともだちエナジーがダークアイプリに奪い尽くされれば、アイプリバースは完全にダークカルテットスターのものになってしまう。まさに一刻を争う状況で、ひまり達はつむぎを救出するために立ち上がる。邪魔に入ったダークチィは復活した本物のチィに任せ、その隙にひまり・みつきがつむぎを救出するためにおともだちエナジーを送り込む。そして本物チィはダークチィを倒し、ダークウィッシュメロディコーデの浄化に成功。つむぎも無事に目を覚ました。しかし、そこにダークカルテットスターが再び立ちはだかった。
つむぎ救出作戦でおともだちエナジーを大量に消費したひまり達に代わり、つむぎは一人でダークカルテットスターを倒すという。そして激戦の末つむぎはダークカルテットスターを消し去ったが、つむぎもこの戦いで力尽き、アイプリバースを修復できないまま消滅。あとにはつむぎのアイプリブレスだけが残された。
ダークアイプリは滅びたが、これではとてもアイプリバースの危機を救ったとはいえない。ひまり達は「『楽しい』気持ち」、つむぎの思い出の欠片、そしてひまりの目標にしてつむぎの願いでもあった「一万人の友達」、この3つの手がかりからアイプリバースとつむぎを取り戻すために動き出した。
「真のアイドルプリンセスが目覚める時、伝説のコーデが現れる」。
みんなの想いがひまり達に届いた時、アイプリバースは闇から解き放たれ、伝説のコーデ―プリンセスアイプリバズリウムが目覚め、つむぎが再びステージに姿を現す。そう、伝説のコーデの言い伝えにあった「真のアイドルプリンセス」とは、他でもない、シークレットフレンズ∞のことだった。
こうして本当の意味で平和が戻ったアイプリバース。そしてひまりとみつきが帰ってくると、なぜかムギちゃんが自我に目覚めていた。
迎えた最後の戦い、ファイナルアイプリグランプリ。ひまりはルビー＝ラズリを、みつきはチィとつむぎを破り勝ち上がる。そして迎えた決勝戦、それは彼女たちが幼い頃からずっと憧れてきたアイプリの頂上決戦。アイプリ人生のすべてを出し切った二人の戦いは、まさかの引き分けに終わる。
家族が、学校のみんなが見守った決戦の末に、ひまりとみつきは二人揃って、憧れのスターアイプリの称号をつかみ取ったのだった。
新学期。ひまり達は2年生に進級、3年生になったカルテットスターは国外留学へ赴き、代わって新入生や転校生たちが入学してきた。そして、新たなアイプリたちの物語が、始まろうとしていた。

### リング編
引き分けという意外な形で幕を閉じたファイナルアイプリグランプリから数日後、2年生となったひまり達は新米のアイプリモデル、じゅりあと出会った。ところが、じゅりあはライブにかたくなに興味を示さず、もっぱらパシャリングでその知名度を稼いでいた。それを見かねたひまり達はバズリウムチェンジを見せ、じゅりあの心を開かせることに成功する。そして、アイプリ部にもじゅりあの正体である五十嵐じゅりあと、そのルームメイトの六堂えるが加入した。彼女たちのバズリウムチェンジは、今までとは一味も二味も違う、宝石のような輝きを放つバズリウムチェンジ―名付けて「ジュエルバズリウムチェンジ」であった。
そんな中、シツムゥと名乗るおじいさんアイムゥから「アイプリコンテスト」なる大会の開催が宣言される。アイプリバースに突如現れたプリンセス、リング姫ことリング・クローバーの心を最高にときめかせる世界一のアイプリを決める大会で、その頂点に立った者は永遠に語り継がれるアイプリ―エターナルアイプリと呼ばれるようになるという。
じゅりあとえるによって結成されたラブジュリエルは、つむぎを失いながらもポッピンドリーミンとして活動を続けるひまり・みつきと引き分けた。その戦いぶりを見た七浦おとめ・すばる姉弟は、パラダイス学園へと転入し、星のように輝くスペースバズリウムチェンジを操る姉弟デュオジャンピンロケットを結成。海外留学を見据えていたみつきは第2回アイプリコンテストの出場権を逃したひまりの分まで果敢に七浦姉弟に立ち向かうも敗北した。そして、シツムゥより第3のバズリウムチェンジ「アニマルバズリウム」の存在が明かされる。今度は誰がひまり達の前に立ちふさがるのか…。

## 登場キャラクター

### 主要人物
学年は初登場時のもの。第1期から登場するキャラクターは、リング編ではそれぞれ進級している。

#### シークレットフレンズ∞
ひまり、みつき、つむぎによる本作の主人公チーム。第18話で結成された。この3人の名前の頭文字を取ると「ひみつ」になる。チーム名の∞は読まない。
その正体は伝説のコーデ・プリンセスアイプリバズリウムの復活の鍵となる「真のアイドルプリンセス」だった。
青空 ひまり（あおぞら ひまり）
声 - 藤寺美徳
主人公。私立パラダイス学園中等部1年生で、学園のウェスト・リリィ女子寮に入っている。8月18日生まれ、血液型O型、好きな食べ物はサーモンの寿司、テーマカラーはミルキーピンク、使用ブランドはPoppin' Heart（ポッピンハート）。
明るく元気な性格ではあるが、引っ込み思案・人見知りかつ「キンチョーしぃ」（あがり症）。そのため人前に出ると極度に緊張してしまうが、親友のみつきと額を突き合わせる「ひみつのおまじない」によりあがり症を抑える事が出来る。活動目標は「友達を1万人作る」こと。運動が大得意で跳び箱12段はお手の物、ドッジボールではいつも最後まで逃げ切れる自信があるが、勉強は苦手。
幼少期は現在とは逆に病弱かつ消極的な性格であり、友達も殆どおらずプリうさのぬいぐるみの一体に「ムギちゃん」と名付けて友達としていたほどだった。
アイプリに憧れていたものの前記の性格からデビューを躊躇っていたが、ある日の放課後迷子になった時に生徒会室でアイプリブレスを見つけ偶然装着した事により、アイプリデビューする事になってしまう。
ミーちゃんのファンであるが、第2話でみつきから打ち明かされるまでその正体が彼女である事に全く気づいていなかった。
現実世界ではピンク色のツインテールだが、アイプリバース内ではツインテールが伸び、ドリル状になる。
ゲームでは稼働当初より使用可能。
星川 みつき（ほしかわ みつき）
声 - 平塚紗依
もう1人の主人公。私立パラダイス学園中等部1年生で、ひまりとは幼馴染みかつウェスト・リリィ女子寮のルームメイトで大親友。
9月12日生まれ、血液型A型、好きな食べ物はカレーライス、テーマカラーはミルキーブルー。クールで真面目な性格だが、お化けが大の苦手。ピアノとお菓子作りが得意。使用ブランドはMiracle Moon（ミラクルムーン）。
本編開始前から「ミー」という芸名でアイプリとして活動しており既に人気を集めていたが、ひまりを含む周囲の人物にはそれを隠し通していた。幼少期にひまりと一緒にアイプリデビューすると約束していたが、ひまりにアイプリについて色々と教えてあげたいという思惑から先にデビューした。ひまりがアイプリデビューした事に伴い、アイプリでの芸名を「ミー」から本名の「みつき」に改名する事を宣言し、ひまりに秘密を打ち明けた。なお、改名して以降も改名以前のネタは引き続き行っている他、一部のキャラクターからは現在も「ミー」と呼ばれている。
ひまりと親密な関係を築くつむぎを当初ひまりと自分の仲を引き裂こうとする敵だと誤解していたが、生徒会の仕掛けたクイズ大会や歌合戦を機につむぎに悪意はないと確信し、仲間にすることができた。
リング編では次回予告を担当するなど、第1期のひまりに代わって狂言回しの役割も担うようになった。
現実世界では金髪のセミロングだが、アイプリバース内では臀部まで届くロングヘアとなり、頭頂部にミルキーブルーのリボンをつけている。
ゲームでは稼働当初より使用可能。「リング編」ではアイプリバース初回プレイ時のチュートリアルの案内役も務める。
鈴風 つむぎ（すずかぜ つむぎ）
声 - 久保ユリカ
ひまりがアイプリバースで出会ったミステリアスな少女。ひまりをアイプリバースに導いた張本人。その行動目的は謎に包まれており、当初は名前も不明だったが、第3話でひまりに名前を明かす。第10話ではみつきのモノマネをしていた。感情の起伏に乏しく、機械的な口調で話す。
ひまりとは過去に面識がある素振りを見せていたが、その正体はムギちゃん（後述）がアイプリとして実体化した姿であった。
12月25日生まれ、血液型不明、好きな食べ物はバナナ、テーマカラーはミルキーイエロー。使用ブランドはFlower March（フラワーマーチ）。
ゲームでは第2弾から登場する。
プリンセスアイプリの姿
第31話のオープニングで初めて公開され、第34話より本編に登場したパワーアップ形態。
幼少期のひまりがムギちゃんと交わした約束を思い出した時、その約束を果たすという自らの想いからアイプリブレスが特殊なものに変化し、それに合わせて髪色や服装などが真っ白に変わった新たな姿。続く第35話以降はアイプリブレスを専用のものに付け替えることでこの姿になる。ちなみにただ白くなっただけではなく、髪型も通常のつむぎとは異なっている。
この姿の時は声質が若干変わり、カーテシーなどのお姫様らしい行動もするようになる。さらに言葉遣いも敬語に変化する。ただしこの姿でいられるのはほんのわずかな間だけで、ライブが終わるとアイプリブレス共々元に戻ってしまう。その実態はアイプリの管理AIであり正真正銘のアイプリのプリンセスである。
ゲームでは第5弾から「つむぎ（プリンセスver.）」名義で登場する。通常のつむぎと同時に使用することはできない。
ムギちゃんの姿
第48話の復活後、現実世界ではムギちゃんの姿で行動しアイプリではつむぎの姿で使い分けられるようになった。

#### ポッピンドリーミン
リング編の主人公チーム。つむぎがライブ不能になってしまったため、第58話で改めて結成されたひまりとみつきによるデュオ（この二人のデュオ自体は第1期初期から行われている）。ひまりが持つ「はじけるパワー」とみつきが持つ「いろんな人に夢を見せるパワー」にちなんだ名前。

#### ルビー＝ラズリ
サクラとタマキによるデュオ。第6話からバズリウムチェンジを使用するようになった。
一条寺 サクラ（いちじょうじ サクラ）
声 - 日比優理香
中等部2年生で、生徒会長。イースト・ローズ女子寮に所属しており、寮のリーダー格でもある。勝ち気で面倒見がよい性格で、口調は比較的男性的。学園内での人気は非常に高い。実はみつきの大ファン。
アイプリデビューしたひまりにその正体を秘匿する事を忠告し、更に生徒会で彼女をプロデュースする事を宣告する。
現実世界では赤いロングヘアであり、アイプリバース内では髪を頭頂部で結って二股に分けている。
3月25日生まれ、血液型B型、好きな食べ物はプリン、テーマカラーはルビーレッド。使用ブランドはScarlet Butterfly（スカーレットバタフライ）。
ゲームでは稼働当初より使用可能。
二階堂 タマキ（にかいどう タマキ）
声 - 鈴木杏奈
中等部2年生で、生徒会副会長。イースト・ローズ女子寮所属。穏やかで上品な性格で、口調も丁寧。
現実世界ではベージュの髪をお下げにしており、毛先に青いリボンをつける。アイプリバース内では髪のボリュームが増えてお下げも大型化する一方、毛先のリボンが無くなる。
2月2日生まれ、血液型B型、好きな食べ物はショートケーキ、テーマカラーはロイヤルブルー。使用ブランドはRosession（ロゼッション）。
ゲームでは第2弾から登場する。

#### アイスマイリン
アイリとリンリンによるデュオ。第17話で人気の低迷を理由に一度は引退を決めてしまったが、ひまり・みつきやルビー＝ラズリの説得、同話での初めてのバズリウムチェンジもあって引退を撤回することを宣言した。
ゲームでは2人とも第3弾より登場。
三ツ葉 アイリ（みつば アイリ）
声 - 徳井青空
中等部2年生で、生徒会会計。ウェスト・リリィ女子寮所属で、寮のリーダー格。にぎやかでお調子者な性格で、商魂たくましい。関西弁で喋る。プログラミングが得意で、様々な発明品を作っている。
現実世界では黄緑色のショートヘア。アイプリバース内でもあまり容姿は変化しないが、髪色が僅かに明るくなってボリュームも若干増える。
10月31日生まれ、血液型AB型、好きな食べ物は変な味のグミとたこ焼き。テーマカラーはフレッシュグリーン。使用ブランドはRAINBOW CANDY（レインボーキャンディ）。
四之宮 リンリン（しのみや リンリン）
声 - 和多田美咲
中等部2年生で、生徒会書記。ウェスト・リリィ女子寮所属。あまり感情を露わにしない性格だが、データ分析が得意で、きれいな数字の並びを見ると嬉しくなる。占いが好き。敬語で喋る。
現実世界ではウェーブがかかったオレンジ色のロングヘア。アイプリバース内では髪をシニヨンに纏めている。また、共通でオレンジのマスカラを着けている。
9月27日生まれ、血液型AB型、好きな食べ物はハンバーガー。テーマカラーはビビッドオレンジ。使用ブランドはBear Bear Bear（ベアベアベア）。

#### カルテットスター
上記のルビー＝ラズリとアイスマイリンが手を組んだ、生徒会4人による合同ユニット。第25話で結成された。トランプがテーマで、メンバーはそれぞれスートと紐づけられている（そのため、デュオ時代から生徒会のステージにはトランプのスートを模した飾りがある）。メンバー4人の名前をアルファベットにして、その頭文字を取ると「STAR」になる。

#### 無所属
真実夜 チィ（まみや チィ）
声 - 大地葉
中等部1年生で、ひまりたちのクラスメイト。イースト・ローズ女子寮所属。目立ちたがり屋な性格で、アイプリの情報に詳しい。ロックが好きで特技はギター。幼い頃の約束である「一番星になる」ことが目標。つむぎと仲が良い。
11月24日生まれ、血液型O型、好きな食べ物はラーメン。テーマカラーはパステルパープル。使用ブランドはLove My Music（ラブマイミュージック）。
現実世界では紫色のボブヘア。アイプリバース内でも容姿はあまり変わらないが、緑色のカチューシャを付ける。
アイプリとしての初登場は第2話でミーとの歌合戦を行ったが、ミーにバズリウムチェンジを決められ敗北した。以降も対ルビー＝ラズリなど苦戦する描写が多く、初バズリウムチェンジも第31話と、メインキャラの中では一番遅い。
2年生に進級後は旧生徒会メンバーが海外留学に向かったのに伴い、サクラの後任として生徒会長に就任している。
ゲームでは第4弾から登場する。

### リング編から登場の主要人物
リング・クローバー
声 - 喜多村英梨
アイプリバースにできた宮殿に住んでいる姫と呼ばれる謎の少女。アニメでは普段は玉座に座り、眠っているかのように目を閉じたままピクリとも動かず、簡単な言葉を発することしかしない。第59話で初めて目を覚まし、宮殿を訪れたポッピンドリーミン・ラブジュリエルと対話した。
ゲーム版では、『ひみつのアイプリ』ではアイプリコンテストを3回クリアした時のデモ画面に、『アイプリバース』ではリング2弾から運が良いと発生する「リングチャンス」のアイプリを選択してプレイした時のコーデルーレットに登場する。

#### ラブジュリエル
五十嵐 じゅりあ（いがらし じゅりあ）
声 - 土屋李央
中等部1年生。人気のアイプリモデルで、えるのルームメイト。積極的でフレンドリーな少女。語頭に「バズ」をつけて話す。読書が大の苦手で、文章が3行以上続いているのを見るだけで眠りに落ちてしまうほど。
アイプリに興味があるが、歌やダンスにときめきが感じられないという理由でライブに興味を示さない。しかしこれは昔落ち込んでいた時にある人物が送ってくれた曲を歌いたいと思っていたが、ライブする勇気がなかったためライブをためらい続けていたというのが実情だった。ひまりたちに説得されライブデビューを果たしリング編で最初にジュエルバズリウムチェンジを発動させた。1年生ながら非常に背が高く、ゲーム版ではサクラなどと同じく他のキャラより大柄に設定されている。
じゅりあの英字表記はサプライズカードのサインに使用されているローマ字の「JURIA」だが、当初はほぼすべての媒体で英語人名としての表記である「JULIA」と誤表記されていた。
六堂 える（ろくどう える）
声 - 川口莉奈
中等部1年生。じゅりあのルームメイト。みんなには秘密にしているが、アイプリグラムで「えむ」というペンネームでアイプリノベルを執筆している小説家でもある。呼び捨てにされることを嫌う。常に敬語で話す。第57話までは変身前のみ眼鏡をかけていたが、同話でじゅりあに伊達眼鏡であることを見破られて眼鏡を取らされてしまい、以降は常に裸眼で生活するようになった。プリティーシリーズ全体でも珍しい変身すると髪の毛が短くなるキャラクターである。
Lから始まる言葉が大好きで、持ち歌にもそれが表れている。アイプリブレスを持っているがアイプリバースに行ったこと自体がなく、自分ではアイプリでときめきを表現する事はできないと思い夢を諦めていたが、みつきとの出会いをきっかけにデビューを果たした。
えむ先生
アイプリグラムで活動している覆面作家。中学1年生という噂がある。正体は上述の六堂える。じゅりあとみつきはこの秘密を知っている。
代表作は「金色ソーダの空」など。

#### その他
七浦 おとめ（ななうら おとめ）
声 - 大森綺星
すばるの姉。すばるのプロデューサー。アニメで先行登場し、第59話でボクっ娘と判明した。
ゲーム版ではリング2弾より登場。
七浦 すばる（ななうら すばる）
声 - 小林竜之
おとめの弟で、第60話でラブジュリエルのクラスに転校してきた少年。サッカーが特技で、蛙が苦手。その正体は王子様系アイプリとして活動している、本作初の男子アイプリだった。
ゲーム版ではリング2弾より登場。『プリパラ』に登場した「レオナ・ウェスト」以来となる男性のプレイヤーキャラクターとなるが、『アイプリバース』ではランダムに選ばれた専用のコーデを自動で着用することになり、レオナのように自由に着せ替えることができず、コーデチェンジのスカイダイビングも省略される。なお、すばる用のコーデはすばる以外も着用できる。
八王子 ビビ（はちおうじ ビビ）
声 - 寺澤百花
動物好きのアイプリで猪突猛進な性格。ラブジュリエルのクラスメイト。

### ダークアイプリ
第40話で初登場した悪のアイプリ。既存のアイプリたちが所謂「闇堕ち」したような外見をしている。本物のアイプリとは別個に存在し、本物からアイプリブレスを動かすエネルギーを奪う特性を持つ。また、全員共通で敵対者をアイプリバースからキックしたり、カードに封印したりすることができる黒い稲妻を操ることができる。アイプリライブに敗北すると消滅する性質があり、第46話をもって全員が浄化された。名前は元のキャラの芸名の頭に「ダーク」がつく。『プリ☆チャン』の「黒いだいあ」に相当。
ゲーム版では全て第6弾に登場。対応する本物アイプリとダークアイプリは同時に使用することができる。『ひみつのアイプリ』ではダークアイプリの★4は通常と違い表面が銀色の加工（通常の★4は金色）になっているほか、6弾のみダークアイプリがリーダーに選ばれていると、コーデチェンジのコスメゾーンが赤黒く不気味なものになる。なおダークアイプリのカードはいずれも特別なバズリウムチェンジをする。
担当声優は元のキャラと同一。
ダークチィ
第40話から第45話まで登場。「真実夜チィ」のダークアイプリ。チィのアイプリブレスに封印されていた謎の存在。同話においてつむぎに対して身に覚えのないリクエストを送った犯人。外見、性格共に本物のチィよりはるかに邪悪になっている。
チィがプリンセスつむぎのライブを見て己の力不足を痛感した時、黒い稲妻と共に復活した。そして即座に本物チィを黒い稲妻で攻撃してアイプリバースからキックし、さらにつむぎを巨大な蕾の中に閉じ込めてしまった。
第42話では「自分が勝ったらカルテットスター封印、カルテットスターが勝ったらつむぎ解放」という条件での歌合戦に臨み敗北するが、約束を反故にしてカルテットスターに黒い稲妻を浴びせ、ダークカルテットスターを生み出す。
ダークカルテットスター
第42話から第46話まで登場。「カルテットスター」のダークアイプリ。略してダークカルスタ。ダークサクラ、ダークタマキ、ダークアイリ、ダークリンリンの4人からなる。言葉遣いや興味などを受け継いでいる。「アイプリバースの太陽」を闇に染め、アイプリバースを乗っ取ることを目的としている。
ダークチィによって生み出された「後輩」だったが、ダークチィと仲間割れを起こし数多くのアイプリたちをカードに封印してしまう。その圧倒的な力の前にひまりとみつきでさえも歯が立たず、あわや他のアイプリたちのように封印されかけた程。

### アイプリバースの関係者
赤井めが姉ぇ（あかいめがねぇ）
声 - 伊藤かな恵
シリーズを通じて登場する、赤いフレームの眼鏡がトレードマークのナビゲーション担当キャラクター。本作ではアイプリバース内に駐在しており、ひまりたちアイドルプリンセスのサポート役として登場する。『プリティーリズム』シリーズと同様にコーデやメイクの相談も担当している。
アイムゥ
本作品におけるマスコットであり、アイプリバース中でアイプリたちに1体ずつ提供されるアイスクリームを象ったAI。個体ごとに味（個性）・口調が異なるが、基本的に名前を持たない。アイドルプリンセス達をサポートする。
以下のうち、ひまりとつむぎのアイムゥは語尾に「ムゥ」を付けて話し、シークレットフレンズ∞以外のアイムゥはパートナーと同じ言葉遣いになっている。
ひまりのアイムゥ
声 - 久保ユリカ
ひまりのパートナー。体色はピンク基調で右頭頂部にハートがある。キュートでフレンドリーな性格。
ゲーム版『ひみつのアイプリ』でゲーム開始時の最初のアイプリカードを払い出すのはこの個体である。
みつきのアイムゥ
声 - 鈴木杏奈
みつきのパートナー。体色は水色基調で右頭頂部に三日月がある。元気な性格。ややボーイッシュな口調で話す。
みつきを「ミーたん」と呼んでおり、改名後もみつきを「ミー」と呼び続けている数少ない人物である。
つむぎのアイムゥ
声 - 徳井青空
つむぎのパートナー。体色は黄色と深緑で右頭頂部に四つ葉のクローバーを模した飾りがある。
『アイプリバース』でアイプリブレスに「プリンセスモデル」を選んだ場合はこのアイムゥが登場する。
チィのアイムゥ
声 - 和多田美咲
チィのパートナー。体色は紫基調で右頭頂部に音符がある。
サクラのアイムゥ
声 - 大地葉
サクラのパートナー。体色は赤基調で右頭頂部に蝶の羽がある。サクラと同様に男子のような口調で喋る。
タマキのアイムゥ
声 - 平塚紗衣
タマキのパートナー。体色は濃い青色基調で右頭頂部に薔薇の花がある。おっとりした性格で、やや間延びした丁寧口調で喋る。
アイリのアイムゥ
声 - 藤寺美徳
アイリのパートナー。体色は緑色基調で右頭頂部に紫の包み紙のキャンディがある。アイリと同様に関西弁。
リンリンのアイムゥ
声 - 日比優理香
リンリンのパートナー。体色はオレンジ基調で右頭頂部に黄色い熊の飾りがある。
じゅりあのアイムゥ
声 - 川口莉奈
じゅりあのパートナー。
えるのアイムゥ
声 - 土屋李央
えるのパートナー。
すばるのアイムゥ
声 - 大森綺星
すばるのパートナー。
おとめのアイムゥ
声 - 小林竜之
おとめのパートナー。
シツムゥ
声 - 蒼谷和樹
リング編から登場。老紳士の姿をしたアイムゥ。リング・クローバーのパートナー。
MCアイムゥ（エムシーアイムゥ）
声 - 森久保祥太郎
アイムゥの一体で、白と黒を基調とした体色であり、右頭頂部のミラーボールとサングラスが特徴。バース内の番組『アイプリバースデー』のMCを担当している。
ゲーム版『ひみつのアイプリ』ではリズムゲームのナビゲートを担当。
スパイシーP（スパイシーピー）
声 - 杉山里穂
『アイプリバースデー』の審査員の一人。冷静沈着な性格で理論派。
ミズ・マカロン、DJホットはトリオ・ザ・ローラーの元メンバー。
ゲーム版では他の審査員より厳しく採点する傾向がある。
ミズ・マカロン
声 - 中村カンナ
『アイプリバースデー』の審査員の一人。涙もろく感動屋。
ゲーム版では寛容な採点をすることが多い。
DJホット（ディージェーホット）
声 - 中村和正
『アイプリバースデー』の審査員の一人。ファンキーな性格で感覚派。
ゲーム版では比較的中立だが非常に気まぐれで、厳しさはプレイするごとに変わる。

### 私立パラダイス学園
ひまりやみつき達が通う私立学校。敷地は広大であり、中等部の他、初等部や高等部も存在している。西側の「ウェスト・リリィ」と東側の「イースト・ローズ」の2ヶ所の学生寮も完備しており、寮対抗の大掃除合戦が年に一度行われる。
大須賀 ヴィクトリア（おおすが ヴィクトリア）
声 - 石上静香
私立パラダイス学園の学園長。銀髪を後頭部で2つの大きなシニヨンでまとめ、側頭部を縦ロールにした髪型が特徴。
生徒のアイプリ活動に関しては学業が疎かになるとして否定的な考えを持っており、万が一生徒が問題を起こせば『プリパラ』シリーズの大神田グロリアのようにアイプリを禁止することも視野に入れているため、生徒会とは対立している。その後ひまりが夜中にアイプリバースで生配信をする校則違反を犯した現場を押さえたことで、ひまりがアイプリだったことを突き止め、ついにアイプリ禁止計画を実行に移してしまった。
かつては後述のパトリシアと二人で「バイカラ・ローズ」というデュオを組みスターアイプリを目指していたが、パトリシアが喉を痛めて活動ができなくなったことでデュオが決別し、青春全てをアイプリに捧げることの愚かさを知りアイプリを憎み去ってしまった過去がある。そして第7話にてひまりとみつきのデュオライブやパトリシアの説得により、友情の素晴らしさを思い出したことで、アイプリ禁止令を撤回した。
意外にも猫好きという一面がある。
更科 しょうま（さらしな しょうま）
声 - 遊佐浩二
私立パラダイス学園の教師でひまり達のクラスの担任。穏やかな性格。
松岡 ねっぱ（まつおか ねっぱ）
声 - 鈴木崚汰
私立パラダイス学園の体育教師。熱血な性格。
野乃瀬 パトリシア（ののせ パトリシア）
声 - 安野希世乃
私立パラダイス学園女子寮の管理人。上記の通り、かつてはヴィクトリアのアイプリ仲間だった。
星川 八雲（ほしかわ やくも）
声 - 田丸篤志
私立パラダイス学園高等部に通うみつきの兄。ウェスト・リリィ男子寮所属。
リング編では生徒会書記兼会計を務める。
青空 ひなた（あおぞら ひなた）
声 - 石橋陽彩
私立パラダイス学園高等部に通うひまりの兄。イースト・ローズ男子寮所属。ひまりの事を非常に気にかけている。
実はひまりの家族で唯一ひまりがアイプリであることを知らなかった。
リング編では生徒会副会長を務める。
ゆうま
声 - 石上静香
私立パラダイス学園初等部に通う少年。よく「ちゃん」付けで呼ばれているが嫌がっている様子。ツンデレの一面もある。
わこ先生
声 - 齊藤なぎさ
リング編から登場。フルネームは更科わこ。私立パラダイス学園の地下にある図書室の司書に就任した。

### 主要人物の家族
星川八雲、青空ひなたについては「私立パラダイス学園」の説を参照。
青空 友希（あおぞら ともき）
声 - 高橋伸也
ひまりの父。
青空 ひなの（あおぞら ひなの）
声 - 阿澄佳奈
ひまりの母。
青空 ひいろ（あおぞら ひいろ）
声 - Machico
ひまりの妹。ひまりに比べてクールな性格。
第4話でひまりの見せた動画を介し、失くしたリップを拾ってくれたみつきがアイプリだったことを知る。
リング編ではパラダイス学園に編入、アイプリ部の部員にもなっている。
フクちゃん
声 - Machico
青空家で飼われているパグ。
星川 慧
声 - 折笠愛
みつきの祖母。
星川 星雲
声 - 内田直哉
みつきの祖父。
コメット
声 - 平塚紗依
星雲と慧により飼われているネコ。

### ひみつのアイプリ部
本作品のプロモーションを担うため、女性声優3人によって結成されたアンバサダーチームで、本作品公式YouTubeチャンネル『アイプリちゅ〜ぶ』で配信されている「アイプリバース情報局」のMCをつとめるほか、全国各地で開催されるゲームのイベントにも出演している。アニメにおいても第32話よりそれぞれを元にしたキャラクターとして登場、声優もそのまま本人が担当している。
かほちー
声 - 上杉夏穂
あと
声 - 仁科花都
わかな
声 - 大原わかな

## 用語

### 全般
アイドルプリンセス
本作品におけるアイドルの名称で、作中では略称の「アイプリ」が主に使用される。アイプリバースを拠点に活動している。
すべてのアイプリには芸名が存在し、ほとんどは本名の下の名前がそのまま使われるが、まれに本名の面影を残す別の名前になる者もいる。
プリンセスという名前ではあるが、男子でもなれることがリング編で判明した（現状該当者はすばるのみ）。
アイプリバース
作中に登場する仮想空間。『プリティーリズム』シリーズのプリズムショーの世界に相当する。
特定の場所に存在する姿見鏡の前でアイプリブレスを使用する事により出現する「ひみつの扉」から入場（バースイン）でき、この中に入った人物はスカイダイビングのような演出で魔法陣をくぐり抜けアイプリとしての姿に変身する。アイプリたちはこの世界の中で活動する。
アイプリバースデー
アイプリバース内で放送されているオーディション番組。司会はMCアイムゥ。オーディション参加者のステージを審査員3人が評価し、合格すると正式にアイプリとしてデビューする事になる。ゲームでは1人あたり3点満点で採点されるが、アニメでは1人1票でステージが良いと判断すればボタンを押す形式。他にもオーディションを行わない純粋なライブのみの放送や、審査員3人の多数決で勝敗を決める歌合戦も行われている。
ゲーム版ではこの番組を舞台としている。
バズリウムチェンジ
ライブが最高に盛り上がることで発動する特別なアクション。『プリティーリズム・レインボーライブ』における「プリズムライブ」、『プリパラ』シリーズの「サイリウムチェンジ」などのオマージュ。ライブの終盤、ステージが暗くなった時にアイプリブレスをつけた手を掲げて「バズリウムチェ～ンジ！」と唱えると光り輝く「バズリウムコーデ」に早着替えする。
ゲーム版では画面左上の「バズゲージ」を特定のタイミングまでに満タンにすると発動でき、アイプリカードでスキャンテーブルを左右にこすって時間内に画面両端の星を全て点灯させればバズリウムボーナス1点分が追加される（前述の審査員の持ち点と合わせて10点満点）。登場するバズリウムコーデは「サイリウムチェンジ」ならびに「キラッとチャンス」と同様、基本的に着用しているコーデのトップスのブランドに依存する。また、一部のカードでは特別なバズリウムチェンジが発生する（後述）。
『アイプリバース』では、プレイヤーとパートナーの両方がバズリウムワンピを着用しているとランダムで予告が表示され、バズリウムチェンジした状態でミニライブやパシャリングを遊ぶ事ができる。
アニメ版では物語の鍵を握る要素であり、新システムとして最近導入されたばかり。熟練のアイプリでも発動させることは容易ではなく、『アイプリバースデー』では第1話でのひまりが番組内で史上初めて発動したとされる他、アイリ曰く同話時点では生徒会組でさえ誰も今まで発動したことがなかったというほど。なお第44話時点でバズリウムチェンジが発生しなかったライブはいずれも全カットまたはダイジェストとなっている（バズリウムチェンジに目覚める前のチィは顕著）。
「リング編」では、以下の新しいバズリウムチェンジが順次追加される。アイプリカードまたはトップスのプリフォトの左下に描かれたマークでどのバズリウムチェンジが発生するかがわかる。新しいバズリウムチェンジは衣装だけでなくステージそのものさえも変化させる力を持っているほか、一部ネオンバズリウムのコーデに類似した外見を持っていることがある。
ネオンバズリウムチェンジ
第1期から引き続き登場。最も基本的なバズリウムチェンジであり、第1期で単に「バズリウムチェンジ」と呼ばれていたもの。
ネオンバズリウムのバズリウムコーデは、ネオン管のような装飾が施されており、腰には二つの光の輪が交差してついている（特別なバズリウムコーデの場合はハート型やリボンになっているものなどもある）。『プリ☆チャン』のキラッとコーデと同様に各ブランドを代表するコーデに位置付けられる。命名ルールは「（ブランド名orチーム名）バズリウム」。シンボルマークはリボン。
ジュエルバズリウムチェンジ
リング1弾から登場。「ときめき」がテーマのバズリウムチェンジ。その名の通り宝石のような輝きを放ち、さらにワンピのボトムス部分を取り囲むようにダイヤモンドのマークがいくつも出現する。さらにステージの周囲が大量の宝石で囲まれる。第1回アイプリコンテストの適正バズリウムチェンジ。
ジュエルバズリウムのバズリウムコーデは、無数の宝石があしらわれており、バズリウムチェンジしなくても宝石のようにきらめいている。命名ルールは「ジュエルバズリウム（宝石の名前）」。シンボルマークはダイヤモンド。
スペースバズリウムチェンジ
リング2弾から登場。「憧れ」がテーマのバズリウムチェンジ。コーデは星のような輝きを放ち、ステージや背景がその名の通り宇宙のように変化する。第2回アイプリコンテストの適正バズリウムチェンジ。
スペースバズリウムのバズリウムコーデは、夜空や天体をモチーフにした近未来的なデザインとなっている。命名ルールは「スペースバズリウム（宇宙に関連する英単語）」。シンボルマークは惑星。
アニマルバズリウムチェンジ
リング3弾から登場予定。コーデの光り方はシンプルだが、ステージや背景にブロック型にデフォルメされた動物たちが集結する。
アニマルバズリウムのバズリウムコーデは、特定の動物（現状全て哺乳類）をモチーフとしており、アクセはケモ耳を模した形状になっている。命名ルールは「アニマルバズリウム（モチーフの動物）」。シンボルマークは肉球。
おともだちエナジー
第45話で語られた、アイプリブレスを動かす原動力。ダークアイプリは本物からこれを吸収する性質があり、おともだちエナジーが尽きたり何らかの理由で大量に消費したアイプリは回復するまでアイプリバースにいられなくなってしまう。アイリはこれをロボット掃除機のバッテリーに例えていた。

### 大会関連
アイプリグランプリ
第6話、第15・16話、第26話、第33・34話、第49～51話で行われた大会。トーナメント制で、優勝者にはグランプリコーデと呼ばれる特別なコーデが与えられる。第4回（第33話・34話）を除き、グループでの出場も可能。
ゲーム版では『プリ☆チャン』までの大会モードや『プリマジ』のコーデフェスに相当し、『ひみつのアイプリ』で行われる。『ひみつのアイプリ』を一度でも遊んだアカウントで、開催期間中に「アイプリグランプリモード」を3回プレイすることで『アイプリバース』でグランプリコーデがプレゼントボックスから排出できるようになる。選べる曲はそのラウンドの課題曲のみ。なお第1回（アイプリ2弾）のローズグランプリコーデとリング1弾の通常排出になったフレンドスターグランプリコーデを除き、グランプリコーデは特別なバズリウムチェンジが発生するようになっている。
過去作とは異なり、対戦相手になっているキャラクターもプレイヤーキャラやチームメンバーにすることが可能。
アイプリコンテスト
第56話で詳細が明かされた、リング編で行われる一連の大会。『プリパラ』の神アイドルグランプリ、『プリ☆チャン』のプリンセスカップに相当する。
新しいバズリウムチェンジを駆使してアイプリごとに設定されている「リングゲージ」をいっぱいにすることで、全部で5回行われる予選大会への出場権が与えられ、各予選大会の優勝者でファイナルアイプリコンテストという本戦を行い世界一のアイプリを決定する。
ゲーム版では2025年5月8日より『ひみつのアイプリ』で行われる。開催期間中にプレイごとに蓄積する「リングゲージ」をいっぱいにすることで、次回以降のプレイで「アイプリコンテストモード」が遊べるようになり、対戦相手のキャラクターに勝利すれば『アイプリバース』にてエターナルコーデが排出可能になる。アイプリグランプリと同様に課題曲が存在する。ただし、アイプリグランプリとは異なり敗北（点数が相手未満）が存在し、この場合はエターナルコーデ排出権は得られない。
リングゲージは20回プレイすれば必ずいっぱいになるが、バズリウムチェンジや「バズごうかく」、コンテストごとに決まっている「適正バズリウムチェンジ」を決めるとより速く蓄積し、適正バズリウムチェンジでバズごうかくを出せば最短5回で完成させることができる。
エターナルコーデ
アイプリコンテストの各予選大会を優勝した者に与えられるファイナルアイプリコンテスト進出者の証となるコーデ。『プリ☆チャン』のイルミナージュコーデに相当する。
エターナルアイプリ
ファイナルアイプリコンテストの優勝者に与えられる称号。永遠に語り継がれるアイプリという意味が込められている。
『プリパラ』の「神アイドル」、『プリ☆チャン』の「イルミナージュクイーン」に相当する。

### アイテム
いずれもタカラトミーから実際に販売されている。
アイプリブレス
腕時計型のキーアイテム。アイプリバースへの出入りやバズリウムチェンジ発動などに使われる。
上記の通りタカラトミーから実際に販売されており、アーケードゲーム版のセーブ媒体も兼ねている。また、これを使って『ひみつのアイプリ』をプレイすると、バズゲージにボーナスが入り、さらにバズリウムチェンジ後は特別なエフェクトが出るようになる。
アイプリマイク
アイプリのライブで必ず使用されるハンドマイク。ライブ衣装姿への変身を終えステージに移動したアイプリにアイムゥが投げ渡す。
ムギちゃん
ひまり達が幼い頃に流行したウサギのキャラクター「プリうさ」のぬいぐるみ。中学生になった今も大切にしている。つむぎの正体でもある。かつては自ら言葉をしゃべりひまりと会話していたが、これは父の友希が内部に特殊な機械を仕込んでいた事による。

## ゲーム
本作品では2種類のアーケードゲームが並行して稼働する他、第2世代『プリパラ』シリーズ以来となる家庭用ゲーム作品も発売される。
アーケードゲームは2024年4月4日に稼働を開始した。プレイ料金はいずれも100円となっている。
データをセーブする媒体は上記のアイプリブレス、店頭で配布されるセーブカード、インターネット上で使用するWEBセーブカードの3種類となり、ゲーム開始時にそれらに付属するセーブコードを読み取る事でセーブしたデータを使用できる。
コーデのレアリティは、前作までのアルファベット表記から★の数での表記となり、★2から★4までの3段階となった。主に★2は制服や汎用コーデ、★3はアイプリバース内での普段着や過去作のSR以下相当のコーデ、★4はステージコーデや過去作の高レア相当のコーデとなっている。制服、バズリウムコーデ、グランプリコーデにはトップス・ボトムスの区別のあるコーデは存在しない。

### ひみつのアイプリ
『プリパラ』以降3世代にわたり続いた縦型画面の筐体ではなく、『プリティーリズム』と『ドラゴンクエスト ダイの大冒険 クロスブレイド』で採用されていた横画面型筐体を採用しており、リズムゲームは筐体から排出される「アイプリカード」をスキャンテーブル上で操作する方式となっている。
ゲームではアイプリカードを2枚まで使用可能。ゲームで使用するキャラクター・コーデ・楽曲は最初にスキャンしたアイプリカードに記載されている内容で決定されるため、過去作のようにゲーム内で選択する事は出来ないが、『アイプリバース』のマイキャラは後述の方法で使用可能。
ゲームはオーディション形式となっており、1回のプレイにつき審査員となるキャラクターが8人の中からランダムで3人配置される。画面の指示に従ってカードを操作して「バズパワー」を貯め、特定のタイミングまでに画面左上の「バズゲージ」が満タンになると終盤でステージが暗くなり「バズリウムチェンジ」が発動する。
ゲーム終了後に審査員によるジャッジが入り、今回のゲームの結果が10点満点で評価され（ただし、満点を出すにはバズリウムボーナスが必須となる）、点数に応じたランクがつけられる。また、ランクに応じてゲーム後に追加購入できる枚数も変わる（最大5枚）。
なお、過去作のゲーム中盤の特殊なアクション（プリズムジャンプ、メイキングドラマ、やってみた、イリュージョン等）やボーナスステージ（神チャレンジライブ、キラッとチャンス等）に相当する要素は現時点で導入されていない。
アイプリカードには「うた（青）」「ダンス（ピンク）」「ファッション（黄）」の3つの「タイプ」が存在し、一部の審査員はプレイヤーのタイプによって厳しさが変わることがある。また、アイプリカードの裏面にはコーデの説明やゲームの豆知識などが書かれている欄がある。
3弾からは、一部のアイプリカード使用時にバズリウムチェンジで「シークレットフレンズ∞バズリウム」などの特別なバズリウムコーデが登場するようになった。特別なバズリウムチェンジが発生するコーデは、上述のカード裏面の説明欄にその旨が書かれている。なお、元からバズリウムコーデを着ている場合はいずれもそのままの姿でバズリウムチェンジする（この場合も、それが特別なバズリウムコーデにあたるのであれば特別なバズリウムチェンジをすると書かれる）。

### アイプリバース
第4世代の『ワッチャプリマジ!スタジオ』と同じ縦型筐体を使用したタイトルで『ひみつのアイプリ』と同時に稼働を開始した。第4世代『ワッチャプリマジ!』まで導入されていたマイキャラデザイン機能は本作が引き継いでおり、過去のシリーズ作品を含めたクロスオーバー要素が採り入れられている。
本作は演出の都合上、ゲームを開始しセーブコードを読み取った後、モード選択に移る前に使用するキャラクターとコーデを決める仕様となっている。また、コーデを決める画面では前述のバースインのスカイダイビングが流れる。なお、初めてプレイする時を除き、前回プレイした時のコーデが初期状態となる。
ゲームモードはマイキャラ編集機能の他にメインとなるミニゲーム「ひろばであそぶ」が存在しており、「ミニライブ」と「パシャリング」の2種類から選択してプレイする。ゲームの舞台となる「アイプリひろば」では4人のアイプリが登場しており、過去作のキャラクターもランダムで登場する。ミニライブは第3世代『キラッとプリ☆チャン』までと同様にボタンのみを使用したリズムゲームとなり、楽曲はゲーム内でランダムで表示される4曲の中から選択できるが、ゲームは1回30秒程度のため楽曲の尺は短い（『ひみつのアイプリ』や過去作で用いられている楽曲はサビのみの使用となる）。
リズムゲームは、画面上に次々と出現する音符に向かって収束する判定枠が音符と重なった時に、音符がピンクなら赤、青なら青のボタンを押すルールとなっている。なお、一部の曲では赤と青の同時押しも登場する。
ゲーム終了後はコーデルーレットが始まり、更に100円を投入する事で提示された9枠の中からランダムでコーデアイテムを一つ入手でき、その後「プリフォト」が印刷される。1回のプレイにつきゲームを最大4回繰り返し、2回目以降のゲームではアイプリひろばにいるアイプリを2人まで入れ替え可能となる。アイプリごとに手に入りやすい「チャンスコーデ」（ルーレットで3枠以上確定、フレンド以外は他の部位もすべて1枠確定）は決まっており、特にアイプリカードをスキャンして呼び出したアイプリはそのカードに描かれているコーデと同じものが指定される（ただし、★4やミルフィーカードなど対象外のカードもある）。なお、チャンスコーデが当たる確率（最大で6枠）はゲーム回数ごとに上昇していくほか、右下のアイプリは一部例外を除き、必ず自分と同じブランドのコーデを着用している。なお、以下の場合は9枠全てがチャンスコーデで埋め尽くされ確定排出となる。
- 3弾以降の前半最後の1週間において、4回目の排出でチャンスコーデが出なかった後、ランダムで5回目の排出となる「アイムゥチャンス」が発生した場合（4回目の排出のチャンスコーデ確定）。プリフォトの写真は本来の4回目の排出とアイムゥチャンスの2枚選択することになる。
- リング2弾以降、運が良いと発生する「リングチャンス」で登場した5枠目のアイプリを選んだ場合（リングチャンス限定コーデ確定）。この場合はコーデルーレットをリング・クローバーが出現させる。リングチャンスのコーデを排出するかフレンドコードを読み込むと、リングチャンスのアイプリはいなくなる。

セーブデータの読み取りは『ひみつのアイプリ』同様にマルチスキャナーのみであり、『ワッチャプリマジ!』で導入されていた画面下部のスロットは使用不可になった。

### マイキャラ
『プリパラ』以降のシリーズと同様にプレイヤーキャラクターのエディット機能があり、各種のパーツを組み合わせて「マイキャラ」を作成する。ただし、本作ではマイキャラのエディットは『アイプリバース』でしかできない（マイキャラの名前などのアカウント情報は『ひみつのアイプリ』であらかじめ設定しておくことが可能）。また、初めて『アイプリバース』をプレイする際に、ゲーム開始直後に必ず作成する仕様となった。
マイキャラのパーツは「フェイス」「ボイス」「はだ」「まえがみ」「うしろがみ」「ヘアカラー」「アイカラー」「メッシュタイプ」「メッシュカラー」「メイク」「ワンポイント」に加え、「ヘアデコ」（ヘアアクセサリー）と「アイプリブレス」が追加された。
『ワッチャプリマジ！』とは異なりフェイスとボイスは一度選ぶと変更できないが、その他のパーツとドリームは随時変更できる。
『ひみつのアイプリ』でも使用可能であり、『アイプリバース』で一度遊んだセーブデータを読み込み、アイプリカードを置いた直後に緑色のボタンを押すと使用できる。ただし、マイキャラが使えるコーデはあらかじめ登録した3種類と、最後に『アイプリバース』をプレイした時のもののみ。
本作におけるボイスパターンは以下の通りで、前作『ワッチャプリマジ！』で採用されていた4パターンに加えて、前作に登場したキャラクターを元にした「ゆうが」と「かわいい」の2パターンが新規に追加された。一部のタイプは固有の言葉遣い（下表の括弧内）を持っており、「ひみつタイム」などでの字幕にも言葉遣いが反映される。
- いきいきタイプ - 声：黒沢ともよ[注 25]
- ふんわりタイプ - 声：山下七海[注 26]
- まっすぐタイプ - 声：飯田里穂[注 27]（敬語で話す）
- クールタイプ - 声：佐倉綾音[注 28]（女性語で話す）
- ゆうがタイプ - 声：芹澤優[注 29]（お嬢様言葉で話し、一人称が「わたくし」になる）
- かわいいタイプ - 声：相良茉優[注 30]

### ドリーム
その名の通りマイキャラが抱いている「夢」であり、本作におけるマイキャラの固有能力およびランク付け。『アイプリバース』プレイ時に獲得したバズパワーがそのまま経験値となり、ドリームの進捗に応じてバズパワーにボーナスが付与されるようになる。なお、ドリームによってランクが上がった時の報酬が異なる他、途中でドリームを変更した場合でも進捗は保存される。
基本となるドリームは「シンガー」「ダンサー」「モデル」の3種類で、これらはアイプリカードのタイプと紐づけられており、シンガーは「うた」、ダンサーは「ダンス」、モデルは「ファッション」に対応する。また、イベントで入手可能な特殊ドリームを選ぶと過去作に登場したキャラクターやコラボキャラクターをモチーフとしたマイキャラパーツがもらえる。この場合、タイプが設定されないこともある。
2弾より、特定の組み合わせで複数のドリームの二つ目の報酬を獲得することで、上級のドリームが解禁されるようになった。上級ドリームは解禁条件となるドリームに対応するタイプを併せ持っており、『ひみつのアイプリ』でタイプ相性がある審査員がいる場合もいずれかのタイプがブースト対象のタイプと一致していればよい（もう一方のタイプがブーストを妨げることもない）。ただし、解禁条件が厳しいドリームほどドリームランクも上げづらくなっている。
| ドリーム名                 | シンボルカラー | タイプ               | 解禁条件                                                                                 | ランクの上げやすさ | 初登場弾      |
| -------------------------- | -------------- | -------------------- | ---------------------------------------------------------------------------------------- | ------------------ | ------------- |
| シンガー                   | 青             | うた                 | 初めから （第1期の初回プレイ時、この中から一つ選択する）                                 | 速い               | 1弾           |
| ダンサー                   | 赤             | ダンス               | 初めから （第1期の初回プレイ時、この中から一つ選択する）                                 | 速い               | 1弾           |
| モデル                     | 黄色           | ファッション         | 初めから （第1期の初回プレイ時、この中から一つ選択する）                                 | 速い               | 1弾           |
| アーティスト               | 紫             | うた・ダンス         | シンガー・ダンサーランク3以上                                                            | 普通               | 2弾           |
| アイドル                   | 緑             | うた・ファッション   | シンガー・モデルランク3以上                                                              | 普通               | 2弾           |
| インフルエンサー           | オレンジ       | ダンス・ファッション | ダンサー・モデルランク3以上                                                              | 普通               | 2弾           |
| プリンセス                 | 金・虹色       | 全て                 | アーティスト・アイドル・インフルエンサー （≒特殊ドリーム以外の他全て）ランク3以上        | 遅い               | 5弾           |
| バズリウムドリーム         |                | 段階によって変わる   | 初めから （リング編各弾初回プレイ時、「ひまり」と「みつき」から2択で一つ選択する）       | とても速い         | リング1弾     |
| リングのバズリウムドリーム |                | 全て                 | 対応するバズリウムドリームで「ひまり」と「みつき」の両方ともバズリウムコーデを完成させる |                    | リング2弾後半 |

「リング編」では、新たに「バズリウムドリーム」というシステムが導入され、2つの限定バズリウムコーデの中から一つを選び、バズパワーを貯めることで限定バズリウムコーデを排出できる。また、中間報酬としてマイキャラパーツももらえる。『プリ☆チャン』の「ジュエルチャンス」や「マスコット」に相当するシステムだが、こちらは挑戦途中でバズリウムコーデを変えることも可能。なお、バズリウムドリームは各弾最初のプレイ時に最新のものを強制で選択することになる。

### ひみつ
『アイプリバース』では、新たに「ひみつ」というコレクション要素があり、楽曲やパシャリングなどの前に発生する「ひみつタイム」でのボタン連打の量によって、一緒に遊んでいるアイプリの「ひみつ（プロフィール）」が最大3つまで入手できる。プレイヤーはプリフォトを4枚排出した場合にゲーム終了時にランダムに1つだけ質問をされ、その回答は他のプレイヤーが自分のマイキャラと遊んだ時に「ひみつ」として教えられることがある。なお「リング編」では廃止された。

### おにむず
『ひみつのアイプリ』に3弾後半から実装された。『プリティーリズム』の「難易度ノリノリ」や『ワッチャプリマジ！スタジオ』に登場した「むずかしいモード」に相当する。本作では特定の曲を「2枚モード」でフルコンボを達成することで、次回プレイからその曲のおにむず譜面がプレイできるようになる。おにむず譜面はコンボ数が多く、さらに譜面構成も通常より過酷なものになっている。おにむず譜面をフルコンボすると、その曲のアイコンを模したピンズがもらえる。
なお、おにむず譜面の開放およびプレイにはセーブコードが必要となる。

### はじめてアイプリバース
『アイプリバース』に「リング編」から導入されたシステム。リング編を初めてプレイする際に発生する。マイキャラがいない（2024年度にアイプリバースのプレイ歴がない）場合は所謂チュートリアルをプレイすることとなり、「ミーちゃんねる」の配信を見ながら、マイキャラ作成からプリフォト排出までを行う。マイキャラがいる（2024年度にアイプリバースのプレイ歴がある）場合はセーブコード読み取り後のバズリウムドリームの選択時のみミーちゃんねるの解説が入り、それ以外は通常のプレイとなる。

### コラボレーション
これまでのプリティーシリーズ各作品でも行われてきたコラボレーション企画が行われている。
- 2024年6月6日稼働開始の「2だん」では、初音ミク及びアニメ主題歌歌手のP丸様。とのコラボを実施、コラボカードを使う事でミクまたはアニメ主題歌CDジャケット衣装のP丸様。のコーデを使う事ができるほか、ミクが応援する特別な演出も楽しむ事ができる[22]。
- 同年8月1日稼働の「3だん」ではサンリオキャラクターズとコラボ、カードではひまりたちがサンリオキャラクターズをモチーフにしたコーデを着た姿が描かれている[注 32]ほか、ゲームでもこのコーデを使う事ができる[23]。
- 同年10月3日稼働開始の「4だん」では、この年20周年を迎えたセガのカードゲーム機『オシャレ魔女♥ラブandベリー』とコラボ、カードデザインは当時の同作品から配出していた「オシャレまほうカード」をイメージした物になっており、カードを使う事で同作品で登場した衣装をモチーフとしたコーデが使えるほか、同作品の人気曲3曲をメドレーにした「オシャレまじょ♥ラブand ベリーメドレー」でライブをプレイする事が可能、ラブとベリーの応援演出も楽しめる。また、この実装に合わせる形でテレビアニメでも第27話にコラボ回を放送、ラブ（声：今野宏美）とベリー（声：柳井久代）がオリジナルキャストのままゲスト出演した[24]。
- 同年12月5日稼働開始の「5だん」では『【推しの子】』とコラボ、星野アイのB小町の衣装がコーデとして使えるほか、アイが応援する演出も楽しむ事ができる[25]。
- 2025年2月6日稼働開始の「6だん」では雪ミク・桜ミクとコラボ、雪ミク・桜ミクの衣装がコーデとして使えるほか、ライブ中に雪ミク・桜ミクが登場する演出も行われる[26]。
- 同年4月3日稼働開始の「リング1だん」では「リカちゃん」とコラボ、リカちゃんとのコラボカードが排出されるほか、上旬にはひまりのジュエルバズリウムコーデを着たリカちゃんとみつきのジュエルバズリウムコーデを着たつばさちゃんの着せ替え人形も発売され、それぞれコラボカードが付属する[27]。
- 同年6月5日稼働開始の「リング2だん」では前年に続きサンリオキャラクターズとコラボ、カードではひまりたちがサンリオキャラクターズをモチーフにしたコーデを着た姿が描かれている[注 33]ほか、ゲームでもこのコーデを使う事ができる。また、この実装に合わせる形でテレビアニメでも6月29日放送の第64話にはマイメロディ（声：佐久間レイ）とクロミ（声：竹内順子）がオリジナルキャストのままゲスト出演[注 34]、6月15日にはサンリオピューロランドでひまり・みつきの着ぐるみとマイメロディ、クロミ、アイプリ部メンバーが出演するスペシャルイベントを開催、「デビューカードセット」「カードブックプチ」のサンリオキャラクターズモデルや、コラボ仕様のぬいぐるみも発売されている[28]。

### ひみつのアイプリ あつめて!シークレットメモリーズ
2024年12月5日にNintendo Switch用ソフトとして発売された。プリティーシリーズの家庭用ゲーム作品は2018年3月22日に発売された『プリパラ オールアイドルパーフェクトステージ！』以来となるが、過去作品やアーケードゲームとは異なり日本コロムビアが発売元となる。
アニメ版のストーリーを基にしたミニゲームやライブゲームをプレイする事で得られるパズルピースを集め、パズルを完成させてアニメ版のシーンを再現していく内容となる。ライブゲームは最大4人までプレイ可能で、全9曲を収録。

## テレビアニメ
2024年4月7日よりテレビ東京系列6局ほかにて放送されている。前作『ワッチャプリマジ！』の放送終了から1年半のブランクを経てのシリーズ再開に当たって制作体制に大幅な変更があり、第1作『プリティーリズム・オーロラドリーム』から前作『ワッチャプリマジ！』まで制作して来たタツノコプロに代わってOLMと韓国の同友アニメーション（Dongwoo A&E）の共同制作となる。
スタッフ面ではシリーズ初の2人監督体制が敷かれたのを始め、前作までの全シリーズ作品で共通だった音響監督を含めて一新されている。製作委員会に関しても新たに京楽産業ホールディングスがOLMと共に参加し、タカラトミーが玩具・コスメなどの関連商品を発売する関係上『オーロラドリーム』以来に復帰している。音楽制作は過去シリーズに引き続きエイベックス・ピクチャーズが担当する。
2024年11月16日に開催された「プリティーシリーズ Crossing Live 2024」にて第2期制作決定が発表された。第2期「リング編」は2025年4月6日より開始。この時に放送枠が直後に放送されている『武井壮のゴルフバッグ担いでください』（テレビ大阪制作）と枠交換する形で日曜9時30分に繰り上がった。この改編により、テレビ大阪が開局した1982年以来、43年もの間保有していた日曜朝の制作枠が初めて移動することとなった。
ストーリー面ではシリーズ史上初めての「開始と同時にダブル主人公」体制となる。基本的には1話30分だが、第21話はプリティーシリーズ初の2本立てエピソードとなった。通常シーンが2D作画、ライブシーンが3DCGでの制作となるのは過去シリーズと同様である。
青空ひまり役の藤寺美徳は、2021年にシリーズ10周年を記念して開催された「NEXT声優アーティストオーディション」のグランプリ受賞者で、前作『プリマジ』の御芽河あうる役でデビューし、シリーズ出演2作目にしてアニメ初主演となった。藤寺以外にも過去シリーズに出演したキャストが多数起用されている。

### スタッフ
- 原作 - タカラトミーアーツ／シンソフィア[5]
- 監督 - 藤咲淳一、山口健太郎[5]
- チーフディレクター - Park Chi Man、Nam Sung Min、Choi Hun Cheol、Shin Gi Chuel[5]
- シリーズ構成 - 市川十億衛門[5]
- キャラクター原案 - 梨本裕美（シンソフィア）[5]
- サブキャラクター原案 - 長谷川海
- キャラクターデザイン - 永野佑貴[5]
- サブキャラクターデザイン - 小林陽奈、五月真帆
- プロップデザイン - 簗先美、竹村菜月、那海優統（第1期途中から）
- 美術設定 / 美術ボード / LOモデル - 高尾克己（ARED）、下田美那代（ARED）
- 色彩設計 - 大関たつ枝
- CGディレクター - 柳川智[5]、乙部善弘
- 撮影監督 - Huh Tae Hee、Kim Kang Ok
- 編集 - 三浦亜矢子
- 映像編集 - Noh Jae Eun
- 音楽 - 森いづみ（bransic）[5]
- 音響監督 - 小沼則義[5]
- 音楽プロデューサー - 川島理沙→大野亮介
- 音楽制作 - avex pictures
- 音楽協力 - テレビ東京ミュージック
- プロデューサー - 井口正信→宮下哲平、Hwang Kyung Sun、大胡寛二、福田浩平→土方真（テレビ東京）、石黒達也→矢島佳奈、岩野貢、森下勝司
- アソシエイトプロデューサー - 木村奈緒子、大野亮介、小山達也、小野萌恵→石黒達也、鹿志村絵美
- アニメーションプロデューサー - 正田聡史、Nam Seung Won
- アニメーション制作 - OLM / OLM Digital、Dongwoo A&E[5]
- 製作 - テレビ東京、アイプリ製作委員会（エイベックス・ピクチャーズ、オー・エル・エム、京楽産業ホールディングス、小学館、タカラトミー、タカラトミーアーツ、テレビ東京、Dongwoo A&E、日本アドシステムズ[8]）

### オープニングテーマ
「ぜんりょくじょしかくめい！」
P丸様。による第1・2クールのオープニングテーマ。作詞・作曲・編曲はAira（Dream Monster）。
第51話では挿入歌としても使用。
「いっちょくせんだいさくせん！」
P丸様。による第3・4クールのオープニングテーマ。作詞・作曲は長沢知亜紀、永野小織、TomoLow、Ryo Ito。編曲はTomoLow。
「Ring Ring Ring feat. ひまり」
P丸様。によるリング編のオープニングテーマ。作詞・作曲・編曲は本田正樹（Dream Monster）。

### エンディングテーマ
「ひみつだけどね」
青空ひまり（藤寺美徳）、星川みつき（平塚紗依）による第1・2クールのエンディングテーマ。作詞・作曲・編曲は森いづみ。
「アイプリバースイン！」
青空ひまり（藤寺美徳）、星川みつき（平塚紗依）による第3・4クールのエンディングテーマ。作詞・作曲・編曲は篠崎あやとと橘亮祐。
「ひみつのふふふ」　
超ときめき♡宣伝部によるリング編のエンディングテーマ。作詞・作曲・編曲はなみぐる。

### 挿入歌
| 曲名                         | 作詞                     | 作曲                        | 編曲                        | 歌 | 使用話数                                                         | 補足 |
| ---------------------------- | ------------------------ | --------------------------- | --------------------------- | --- | ---------------------------------------------------------------- | ---- |
| 「シークレット・ドリーム」   | 松井洋平                 | 本多友紀（Arte Refact）     | 大熊淳生（Arte Refact）     | 星川みつき（平塚紗依）                                                                                       | 1 - 4、7、10 - 12、24、30、47、49 - 51、61                       |      |
| 「P.O.P.P.Y」                | Nika Lenz（Arte Refact） | Nika Lenz（Arte Refact）    | Nika Lenz（Arte Refact）    | 青空ひまり（藤寺美徳）                                                                                       | 1 - 3、5、6、8、9、12、14、15、20、24、33、38、50、51            |      |
| 「GIRA GIRA STAR」           | mekakushe.笹川真生       | 笹川真生                    | 笹川真生                    | 真実夜チィ（大地葉）                                                                                         | 2、9、26、31、32、35、41、42、45、47、49、50、56、63、64、69、70 |      |
| 「Stand Get Up」             | Nika Lenz（Arte Refact） | Nika Lenz（Arte Refact）    | Nika Lenz（Arte Refact）    | 一条寺サクラ（日比優理香）、二階堂タマキ（鈴木杏奈）                                                         | 6、12 - 15、21、24、49、50                                       |      |
| 「ムテキDUOエナジー」        | 大熊淳生（Arte Refact）  | 大熊淳生（Arte Refact）     | 大熊淳生（Arte Refact）     | 青空ひまり（藤寺美徳）、星川みつき（平塚紗依）                                                               | 7、12、15、29、37、43、44、48                                    |      |
| 「ヒカリノコトバ」           | 矢野達也                 | 矢野達也                    | 矢野達也                    | 鈴風つむぎ（久保ユリカ）                                                                                     | 9、10、12、14、24、34、35、46、50                                |      |
| 「We're The World」          | 本多友紀（Arte Refact）  | 本多友紀（Arte Refact）     | 脇眞富（Arte Refact）       | 青空ひまり（藤寺美徳）、星川みつき（平塚紗依）、鈴風つむぎ（久保ユリカ）                                     | 16、18、19、22、24、26、27、30、32、35、44、70、71               |      |
| 「ネバギバラバー」           | 真崎エリカ               | 矢鴇つかさ（Arte Refact）   | 矢鴇つかさ（Arte Refact）   | 三ツ葉アイリ（徳井青空）、四之宮リンリン（和多田美咲）                                                       | 17、21、23、24、44、49、50                                       |      |
| 「Perfect☆STARs」            | もにしなの               | michitomo                   | 田中希                      | 一条寺サクラ（日比優理香）、二階堂タマキ（鈴木杏奈）、三ツ葉アイリ（徳井青空）、四之宮リンリン（和多田美咲） | 25、26、28、35、36、38、42、47                                   |      |
| 「きらめきのうた」           | amira                    | 田中剛、井本光紀（bransic） | 田中剛、井本光紀（bransic） | 鈴風つむぎ（久保ユリカ）                                                                                     | 34 - 36、40、46                                                  |      |
| 「パステルステップデイズ」   | 真崎エリカ               | 矢鴇つかさ（Arte Refact）   | 矢鴇つかさ（Arte Refact）   | 青空ひまり（藤寺美徳）                                                                                       | 39、47、63、65、66、68                                           |      |
| 「ニュースタージョーカー」   | 真崎エリカ               | 本多友紀（Arte Refact）     | 脇眞富（Arte Refact）       | ダークサクラ（日比優理香）、ダークタマキ（鈴木杏奈）、ダークアイリ（徳井青空）、ダークリンリン（和多田美咲） | 43、46                                                           |      |
| 「きらめきのうた」           | amira                    | 田中剛、井本光紀（bransic） | 田中剛、井本光紀（bransic） | 青空ひまり（藤寺美徳）、星川みつき（平塚紗依）、鈴風つむぎ（久保ユリカ）                                     | 48、51                                                           |      |
| 「キズナ×リンク」            | 本多友紀（Arte Refact）  | 本多友紀（Arte Refact）     | Nika Lenz（Arte Refact）    | 青空ひまり（藤寺美徳）、星川みつき（平塚紗依）                                                               | 52 - 54、56 - 60、64、66                                         |      |
| 「超Easy Drive☆」            | SUNNY-PLAY               | SUNNY-PLAY、岡部波音        | SUNNY-PLAY                  | 五十嵐じゅりあ（土屋李央）                                                                                   | 53 - 56                                                          |      |
| 「わたしの大切にしてたこと」 | OGAWA RYO                | OGAWA RYO                   | OGAWA RYO                   | 六堂える（川口莉奈）                                                                                         | 54 - 56                                                          |      |
| 「ときめきグラビティ」       | OGAWA RYO                | OGAWA RYO                   | OGAWA RYO                   | 五十嵐じゅりあ（土屋李央）、六堂える（川口莉奈）                                                             | 57 - 59、61、63、64、66、70                                      |      |
| 「Piece Of Dream」           | Yohei Abe                | Yohei Abe, Haruna           | Yohei Abe                   | 七浦すばる（小林竜之）                                                                                       | 60、62、64、66                                                   |      |
| 「ぴかぴかマイストーリー」   | nozomi*                  | Kyosuke Yamanaka, nozomi*   | Kyosuke Yamanaka            | 星川みつき（平塚紗依）                                                                                       | 61 - 67                                                          |      |
| 「ココロ・アストロノーツ」   | 児玉雨子                 | michitomo                   | 新山俊也（GOLDTAIL）        | 七浦おとめ（大森綺星）、七浦すばる（小林竜之）                                                               | 63、65 - 70                                                      |      |
| 「わいるど☆すたー」          | 大熊淳生（Arte Refact）  | 大熊淳生（Arte Refact）     | 大熊淳生（Arte Refact）     | 八王子ビビ（寺澤百花）                                                                                       | 71                                                               |      |

### 各話リスト
| 話数             | サブタイトル                           | 脚本         | 絵コンテ                     | 作画監督 | 総作画監督    | 初放送日      |       |       |       |       |       |       |       |       |       |       |       |       |       |       |       |       |       |       |
| 第1期            | 第1期                                  | 第1期        | 第1期                        | 第1期 | 第1期         | 第1期         | 第1期 | 第1期 | 第1期 | 第1期 | 第1期 | 第1期 | 第1期 | 第1期 | 第1期 | 第1期 | 第1期 | 第1期 | 第1期 | 第1期 | 第1期 | 第1期 | 第1期 | 第1期 |
| ---------------- | -------------------------------------- | ------------ | ---------------------------- | --- | ------------- | ------------- | ----- | ----- | ----- | ----- | ----- | ----- | ----- | ----- | ----- | ----- | ----- | ----- | ----- | ----- | ----- | ----- | ----- | ----- |
| 第1話            | ひまりのアイプリデビュー！             | 市川十億衛門 | 山口健太郎                   | Kang Boo Young Kim Min Ja Song Seung Taik Yang Ji Hye Kim Jong Suk Seo Ji Ae Jeon Byung Gon Jo Yoon Sung Choi Kyung Won Choi Run Ok Choi Jung Hwan       | Cha Sang Hoon | 2024年 4月7日 |       |       |       |       |       |       |       |       |       |       |       |       |       |       |       |       |       |       |
| 第2話            | みつきのひみつの約束                   | 市川十億衛門 | 藤咲淳一                     | Kang Boo Young Kim Min Ja Song Seung Taik Yang Ji Hye Kim Jong Suk Seo Ji Ae Jeon Byung Gon Jo Yoon Sung Choi Kyung Won Choi Run Ok Choi Jung Hwan       | Cha Sang Hoon | 4月14日       |       |       |       |       |       |       |       |       |       |       |       |       |       |       |       |       |       |       |
| 第3話            | 生徒会のひみつのレッスン               | 鈴森ゆみ     | 大宙征基                     | Kang Boo Young Kim Min Ja Song Seung Taik Yang Ji Hye Kim Jong Suk Seo Ji Ae Jeon Byung Gon Jo Yoon Sung Choi Kyung Won Choi Run Ok Choi Jung Hwan       | Cha Sang Hoon | 4月21日       |       |       |       |       |       |       |       |       |       |       |       |       |       |       |       |       |       |       |
| 第4話            | ドキドキ！初めての参観日               | 吉岡南都     | 内藤明吾                     | Kang Boo Young Kim Min Ja Song Seung Taik Yang Ji Hye Kim Jong Suk Seo Ji Ae Jeon Byung Gon Jo Yoon Sung Choi Kyung Won Choi Run Ok Choi Jung Hwan       | Cha Sang Hoon | 4月28日       |       |       |       |       |       |       |       |       |       |       |       |       |       |       |       |       |       |       |
| 第5話            | ピカピカ☆おそうじ対決                  | 白鳥雄介     | 中川航                       | Kang Boo Young Kim Min Ja Song Seung Taik Yang Ji Hye Kim Jong Suk Seo Ji Ae Jeon Byung Gon Jo Yoon Sung Choi Kyung Won Choi Run Ok Choi Jung Hwan       | Cha Sang Hoon | 5月5日        |       |       |       |       |       |       |       |       |       |       |       |       |       |       |       |       |       |       |
| 第6話            | 挑戦！アイプリグランプリ               | 市川十億衛門 | 藤咲淳一                     | Kang Boo Young Kim Min Ja Song Seung Taik Yang Ji Hye Kim Jong Suk Seo Ji Ae Jeon Byung Gon Jo Yoon Sung Choi Kyung Won Choi Run Ok Choi Jung Hwan       | Cha Sang Hoon | 5月12日       |       |       |       |       |       |       |       |       |       |       |       |       |       |       |       |       |       |       |
| 第7話            | ヴィクトリアのひみつ                   | 藤咲淳一     | 大宙征基                     | Kang Boo Young Kim Min Ja Song Seung Taik Yang Ji Hye Kim Jong Suk Seo Ji Ae Jeon Byung Gon Jo Yoon Sung Choi Kyung Won Choi Run Ok Choi Jung Hwan       | Cha Sang Hoon | 5月19日       |       |       |       |       |       |       |       |       |       |       |       |       |       |       |       |       |       |       |
| 第8話            | クラスメイトのひみつ                   | 静原舞香     | 内藤明吾                     | Kang Boo Young Kim Min Ja Song Seung Taik Yang Ji Hye Kim Jong Suk Seo Ji Ae Jeon Byung Gon Jo Yoon Sung Choi Kyung Won Choi Run Ok Choi Jung Hwan       | Cha Sang Hoon | 5月26日       |       |       |       |       |       |       |       |       |       |       |       |       |       |       |       |       |       |       |
| 第9話            | 結成！アイプリ探偵団                   | 鈴森ゆみ     | 竹村菜月                     | Kang Boo Young Kim Min Ja Song Seung Taik Yang Ji Hye Kim Jong Suk Seo Ji Ae Jeon Byung Gon Jo Yoon Sung Choi Kyung Won Choi Run Ok Choi Jung Hwan       | Cha Sang Hoon | 6月2日        |       |       |       |       |       |       |       |       |       |       |       |       |       |       |       |       |       |       |
| 第10話           | みつきのライバル登場！                 | 吉岡南都     | 福島宏之                     | Kang Boo Young Kim Min Ja Song Seung Taik Yang Ji Hye Kim Jong Suk Seo Ji Ae Jeon Byung Gon Jo Yoon Sung Choi Kyung Won Choi Run Ok Choi Jung Hwan       | Cha Sang Hoon | 6月9日        |       |       |       |       |       |       |       |       |       |       |       |       |       |       |       |       |       |       |
| 第11話           | ねこねこ！ひみつの大捜索               | 静原舞香     | 室屋靖                       | Kang Boo Young Kim Min Ja Song Seung Taik Yang Ji Hye Kim Jong Suk Seo Ji Ae Jeon Byung Gon Jo Yoon Sung Choi Kyung Won Choi Jung Hwa                    | Cha Sang Hoon | 6月16日       |       |       |       |       |       |       |       |       |       |       |       |       |       |       |       |       |       |       |
| 第12話           | アイプリバースのひみつ                 | 藤咲淳一     | 藤咲淳一                     | Kang Boo Young Kim Min Ja Song Seung Taik Yang Ji Hye Kim Jong Suk Seo Ji Ae Jeon Byung Gon Jo Yoon Sung Choi Kyung Won Choi Jung Hwa                    | Cha Sang Hoon | 6月23日       |       |       |       |       |       |       |       |       |       |       |       |       |       |       |       |       |       |       |
| 第13話           | 情熱のグランプリコーデ                 | 市川十億衛門 | 大宙征基                     | Kang Boo Young Kim Min Ja Song Seung Taik Yang Ji Hye Kim Jong Suk Seo Ji Ae Jeon Byung Gon Jo Yoon Sung Choi Kyung Won Choi Jung Hwa                    | Cha Sang Hoon | 6月30日       |       |       |       |       |       |       |       |       |       |       |       |       |       |       |       |       |       |       |
| 第14話           | とどけ！ひみつのライブ                 | 白鳥雄介     | 竹村菜月                     | Kang Boo Young Kim Min Ja Song Seung Taik Yang Ji Hye Kim Jong Suk Seo Ji Ae Jeon Byung Gon Jo Yoon Sung Choi Kyung Won Choi Jung Hwa                    | Cha Sang Hoon | 7月7日        |       |       |       |       |       |       |       |       |       |       |       |       |       |       |       |       |       |       |
| 第15話           | めざせ！グランプリ優勝                 | 鈴森ゆみ     | 内藤明吾                     | Kang Boo Young Kim Min Ja Song Seung Taik Yang Ji Hye Kim Jong Suk Seo Ji Ae Jeon Byung Gon Jo Yoon Sung Choi Kyung Won Choi Jung Hwa                    | Cha Sang Hoon | 7月14日       |       |       |       |       |       |       |       |       |       |       |       |       |       |       |       |       |       |       |
| 第16話           | ひまりとみつきとつむぎ                 | 鈴森ゆみ     | 福島宏之                     | Kang Boo Young Kim Min Ja Song Seung Taik Yang Ji Hye Kim Jong Suk Seo Ji Ae Jeon Byung Gon Jo Yoon Sung Choi Kyung Won Choi Jung Hwa                    | Cha Sang Hoon | 7月21日       |       |       |       |       |       |       |       |       |       |       |       |       |       |       |       |       |       |       |
| 第17話           | アイスマイリンのひみつ                 | 吉岡南都     | 大宙征基                     | Kang Boo Young Kim Min Ja Song Seung Taik Yang Ji Hye Kim Jong Suk Seo Ji Ae Jeon Byung Gon Jo Yoon Sung Choi Kyung Won Choi Jung Hwa                    | Cha Sang Hoon | 7月28日       |       |       |       |       |       |       |       |       |       |       |       |       |       |       |       |       |       |       |
| 第18話           | ひまりの卒業試験                       | 市川十億衛門 | 藤田健太郎                   | Kang Boo Young Kim Min Ja Song Seung Taik Yang Ji Hye Kim Jong Suk Seo Ji Ae Jeon Byung Gon Jo Yoon Sung Choi Kyung Won Choi Jung Hwa                    | Cha Sang Hoon | 8月4日        |       |       |       |       |       |       |       |       |       |       |       |       |       |       |       |       |       |       |
| 第19話           | さがせ！人魚の星くず                   | 市川十億衛門 | 竹村菜月                     | Kang Boo Young Kim Min Ja Song Seung Taik Yang Ji Hye Kim Jong Suk Seo Ji Ae Jeon Byung Gon Jo Yoon Sung Choi Kyung Won Choi Jung Hwa                    | Cha Sang Hoon | 8月11日       |       |       |       |       |       |       |       |       |       |       |       |       |       |       |       |       |       |       |
| 第20話           | ひまりのひみつ                         | 静原舞香     | 内藤明吾                     | Kang Boo Young Kim Min Ja Song Seung Taik Yang Ji Hye Kim Jong Suk Seo Ji Ae Jeon Byung Gon Jo Yoon Sung Choi Kyung Won Choi Jung Hwa                    | Cha Sang Hoon | 8月18日       |       |       |       |       |       |       |       |       |       |       |       |       |       |       |       |       |       |       |
| 第21話           | ひみつの無人島／アイプリ・サマーフェス | 白鳥雄介     | 大宙征基                     | Kang Boo Young Kim Min Ja Song Seung Taik Yang Ji Hye Kim Jong Suk Seo Ji Ae Jeon Byung Gon Jo Yoon Sung Choi Kyung Won Choi Jung Hwa                    | Cha Sang Hoon | 8月25日       |       |       |       |       |       |       |       |       |       |       |       |       |       |       |       |       |       |       |
| 第22話           | はしれ！あの子の初恋                   | 吉岡南都     | 佐藤マコト                   | Kang Boo Young Kim Min Ja Song Seung Taik Yang Ji Hye Kim Jong Suk Seo Ji Ae Jeon Byung Gon Jo Yoon Sung Choi Kyung Won Choi Jung Hwa                    | Cha Sang Hoon | 9月1日        |       |       |       |       |       |       |       |       |       |       |       |       |       |       |       |       |       |       |
| 第23話           | 秋のカワイイコレクション               | 吉岡南都     | 大原実                       | Kang Boo Young Kim Min Ja Song Seung Taik Yang Ji Hye Kim Jong Suk Seo Ji Ae Jeon Byung Gon Jo Yoon Sung Choi Kyung Won Choi Jung Hwa                    | Cha Sang Hoon | 9月8日        |       |       |       |       |       |       |       |       |       |       |       |       |       |       |       |       |       |       |
| 第24話           | グランプリコーデのひみつ               | 藤咲淳一     | 藤咲淳一                     | Kang Boo Young Kim Min Ja Song Seung Taik Yang Ji Hye Kim Jong Suk Seo Ji Ae Jeon Byung Gon Jo Yoon Sung Choi Kyung Won Choi Jung Hwa                    | Cha Sang Hoon | 9月15日       |       |       |       |       |       |       |       |       |       |       |       |       |       |       |       |       |       |       |
| 第25話           | 生徒会誕生のひみつ                     | 鈴森ゆみ     | 藤田健太郎                   | Kang Boo Young Kim Min Ja Song Seung Taik Yang Ji Hye Kim Jong Suk Seo Ji Ae Jeon Byung Gon Jo Yoon Sung Choi Kyung Won Choi Jung Hwa                    | Cha Sang Hoon | 9月22日       |       |       |       |       |       |       |       |       |       |       |       |       |       |       |       |       |       |       |
| 第26話           | We are カルテットスター！              | 鈴森ゆみ     | 大宙征基                     | Kang Boo Young Kim Min Ja Song Seung Taik Yang Ji Hye Kim Jong Suk Seo Ji Ae Jeon Byung Gon Jo Yoon Sung Choi Kyung Won Choi Jung Hwa                    | Cha Sang Hoon | 9月29日       |       |       |       |       |       |       |       |       |       |       |       |       |       |       |       |       |       |       |
| 第27話           | ひみつのオシャレ魔女                   | 市川十億衛門 | 中川航                       | Kang Boo Young Kim Min Ja Song Seung Taik Yang Ji Hye Kim Jong Suk Seo Ji Ae Jeon Byung Gon Jo Yoon Sung Choi Kyung Won Choi Jung Hwa                    | Cha Sang Hoon | 10月6日       |       |       |       |       |       |       |       |       |       |       |       |       |       |       |       |       |       |       |
| 第28話           | ふわふわ♪お仕事体験                    | 市川十億衛門 | 大原実                       | Kang Boo Young Kim Min Ja Song Seung Taik Yang Ji Hye Kim Jong Suk Seo Ji Ae Jeon Byung Gon Jo Yoon Sung Choi Kyung Won Choi Jung Hwa                    | Cha Sang Hoon | 10月13日      |       |       |       |       |       |       |       |       |       |       |       |       |       |       |       |       |       |       |
| 第29話           | おにいちゃんこうかん                   | 白鳥雄介     | 佐藤マコト                   | Kang Boo Young Kim Min Ja Song Seung Taik Yang Ji Hye Kim Jong Suk Seo Ji Ae Jeon Byung Gon Jo Yoon Sung Choi Kyung Won Choi Jung Hwa                    | Cha Sang Hoon | 10月20日      |       |       |       |       |       |       |       |       |       |       |       |       |       |       |       |       |       |       |
| 第30話           | ミラクル⁉ハロウィン                    | 吉岡南都     | 内藤明吾                     | Kang Boo Young Kim Min Ja Song Seung Taik Yang Ji Hye Kim Jong Suk Seo Ji Ae Jeon Byung Gon Jo Yoon Sung Choi Kyung Won Choi Jung Hwa                    | Cha Sang Hoon | 10月27日      |       |       |       |       |       |       |       |       |       |       |       |       |       |       |       |       |       |       |
| 第31話           | やくそくの一番星                       | 鈴森ゆみ     | 竹村菜月                     | Kang Boo Young Yang Ji Hye Jeon Byung Gon Kim Eun Jeong Min Sun Young Song Hyun Joo Kim Hee Yeon                                                         | Cha Sang Hoon | 11月3日       |       |       |       |       |       |       |       |       |       |       |       |       |       |       |       |       |       |       |
| 第32話           | アイムゥとおにごっこ                   | 静原舞香     | 大宙征基                     | Kang Boo Young Yang Ji Hye Jeon Byung Gon Kim Eun Jeong Min Sun Young Song Hyun Joo Kim Hee Yeon                                                         | Cha Sang Hoon | 11月10日      |       |       |       |       |       |       |       |       |       |       |       |       |       |       |       |       |       |       |
| 第33話           | 波乱のアイプリグランプリ               | 吉岡南都     | 川崎逸朗                     | Kang Boo Young Yang Ji Hye Jeon Byung Gon Kim Eun Jeong Min Sun Young Song Hyun Joo Kim Hee Yeon                                                         | Cha Sang Hoon | 11月17日      |       |       |       |       |       |       |       |       |       |       |       |       |       |       |       |       |       |       |
| 第34話           | ヒカリノコトバ                         | 吉岡南都     | 佐藤マコト                   | Kang Boo Young Yang Ji Hye Jeon Byung Gon Kim Eun Jeong Min Sun Young Song Hyun Joo Kim Hee Yeon                                                         | Cha Sang Hoon | 11月24日      |       |       |       |       |       |       |       |       |       |       |       |       |       |       |       |       |       |       |
| 第35話           | 鈴風つむぎのひみつ                     | 市川十億衛門 | 藤咲淳一                     | Kang Boo Young Yang Ji Hye Jeon Byung Gon Kim Eun Jeong Min Sun Young Song Hyun Joo Kim Hee Yeon                                                         | Cha Sang Hoon | 12月1日       |       |       |       |       |       |       |       |       |       |       |       |       |       |       |       |       |       |       |
| 第36話           | ひみつのプリうさ                       | 鈴森ゆみ     | 12月8日                      | Kang Boo Young Yang Ji Hye Jeon Byung Gon Kim Eun Jeong Min Sun Young Song Hyun Joo Kim Hee Yeon                                                         | Cha Sang Hoon |               |       |       |       |       |       |       |       |       |       |       |       |       |       |       |       |       |       |       |
| 第37話           | とびばこ、とべるかな？                 | 白鳥雄介     | 松永昌弘                     | Kang Boo Young Yang Ji Hye Jeon Byung Gon Kim Eun Jeong Min Sun Young Song Hyun Joo Kim Hee Yeon                                                         | Cha Sang Hoon | 12月15日      |       |       |       |       |       |       |       |       |       |       |       |       |       |       |       |       |       |       |
| 第38話           | みつきのホワイトクリスマス             | 静原舞香     | 佐藤マコト                   | Kang Boo Young Yang Ji Hye Jeon Byung Gon Kim Eun Jeong Min Sun Young Song Hyun Joo Kim Hee Yeon                                                         | Cha Sang Hoon | 12月22日      |       |       |       |       |       |       |       |       |       |       |       |       |       |       |       |       |       |       |
| 第39話           | ひまり、あらたなステップ！             | 鈴森ゆみ     | 大宙征基                     | Kang Boo Young Yang Ji Hye Jeon Byung Gon Kim Eun Jeong Min Sun Young Song Hyun Joo Kim Hee Yeon                                                         | Cha Sang Hoon | 2025年 1月5日 |       |       |       |       |       |       |       |       |       |       |       |       |       |       |       |       |       |       |
| 第40話           | 闇夜の一番星                           | 吉岡南都     | 内藤明吾                     | Kang Boo Young Yang Ji Hye Jeon Byung Gon Kim Eun Jeong Min Sun Young Song Hyun Joo Kim Hee Yeon                                                         | Cha Sang Hoon | 1月12日       |       |       |       |       |       |       |       |       |       |       |       |       |       |       |       |       |       |       |
| 第41話           | 最強のダークスター                     | 市川十億衛門 | 松永昌弘                     | Kang Boo Young Yang Ji Hye Jeon Byung Gon Kim Eun Jeong Min Sun Young Song Hyun Joo Kim Hee Yeon                                                         | Cha Sang Hoon | 1月19日       |       |       |       |       |       |       |       |       |       |       |       |       |       |       |       |       |       |       |
| 第42話           | アイプリバースをとりもどせ             | 白鳥雄介     | 川崎逸朗                     | Kang Boo Young Yang Ji Hye Jeon Byung Gon Kim Eun Jeong Min Sun Young Song Hyun Joo Kim Hee Yeon                                                         | Cha Sang Hoon | 1月26日       |       |       |       |       |       |       |       |       |       |       |       |       |       |       |       |       |       |       |
| 第43話           | ダークカルテットスター                 | 吉岡南都     | 大宙征基                     | Kang Boo Young Yang Ji Hye Jeon Byung Gon Kim Eun Jeong Min Sun Young Song Hyun Joo Kim Hee Yeon                                                         | Cha Sang Hoon | 2月2日        |       |       |       |       |       |       |       |       |       |       |       |       |       |       |       |       |       |       |
| 第44話           | バレンタインとプリうさ姫               | 静原舞香     | 藤咲淳一                     | Kang Boo Young Yang Ji Hye Jeon Byung Gon Kim Eun Jeong Min Sun Young Song Hyun Joo Kim Hee Yeon                                                         | Cha Sang Hoon | 2月9日        |       |       |       |       |       |       |       |       |       |       |       |       |       |       |       |       |       |       |
| 第45話           | つむぎちゃんを救え！                   | 鈴森ゆみ     | 内藤明吾                     | Kang Boo Young Yang Ji Hye Jeon Byung Gon Kim Eun Jeong Min Sun Young Song Hyun Joo Kim Hee Yeon                                                         | Cha Sang Hoon | 2月16日       |       |       |       |       |       |       |       |       |       |       |       |       |       |       |       |       |       |       |
| 第46話           | 響く、つむぎの想い                     | 佐藤マコト   | 内藤明吾                     | Kang Boo Young Yang Ji Hye Jeon Byung Gon Kim Eun Jeong Min Sun Young Song Hyun Joo Kim Hee Yeon                                                         | Cha Sang Hoon | 2月23日       |       |       |       |       |       |       |       |       |       |       |       |       |       |       |       |       |       |       |
| 第47話           | つむぎに届け、みんなの歌               | 吉岡南都     | 大宙征基                     | Kang Boo Young Yang Ji Hye Jeon Byung Gon Kim Eun Jeong Min Sun Young Song Hyun Joo Kim Hee Yeon                                                         | Cha Sang Hoon | 3月2日        |       |       |       |       |       |       |       |       |       |       |       |       |       |       |       |       |       |       |
| 第48話           | ひみつのプリンセス                     | 吉岡南都     | 内藤明吾                     | Kang Boo Young Yang Ji Hye Jeon Byung Gon Kim Eun Jeong Min Sun Young Song Hyun Joo Kim Hee Yeon                                                         | Cha Sang Hoon | 3月9日        |       |       |       |       |       |       |       |       |       |       |       |       |       |       |       |       |       |       |
| 第49話           | ファイナルグランプリ開幕               | 白鳥雄介     | 竹村菜月                     | Kang Boo Young Yang Ji Hye Jeon Byung Gon Kim Eun Jeong Min Sun Young Song Hyun Joo Kim Hee Yeon                                                         | Cha Sang Hoon | 3月16日       |       |       |       |       |       |       |       |       |       |       |       |       |       |       |       |       |       |       |
| 第50話           | わたしたちのグランプリ                 | 静原舞香     | 川崎逸朗                     | Kang Boo Young Yang Ji Hye Jeon Byung Gon Kim Eun Jeong Min Sun Young Song Hyun Joo Kim Hee Yeon                                                         | Cha Sang Hoon | 3月23日       |       |       |       |       |       |       |       |       |       |       |       |       |       |       |       |       |       |       |
| 第51話           | キラキラのスターアイプリ               | 鈴森ゆみ     | 藤咲淳一                     | Kang Boo Young Yang Ji Hye Jeon Byung Gon Kim Eun Jeong Min Sun Young Song Hyun Joo Kim Hee Yeon                                                         | Cha Sang Hoon | 3月30日       |       |       |       |       |       |       |       |       |       |       |       |       |       |       |       |       |       |       |
| 第2期 (リング編) |                                        |              |                              | |               |               |       |       |       |       |       |       |       |       |       |       |       |       |       |       |       |       |       |       |
| 第52話           | ときめき☆あたらしい出会い              | 市川十億衛門 | 松永昌弘 藤咲淳一 山口健太郎 | Kang Boo Young Yang Ji Hye Jeon Byung Gon Min Sun Young Song Hyun Joo Kim Hee Yeon Seong Ji Yeong Yu Gyeong Sik Lee Mi Hyeong Jeong Eun Hui Jo Yun Seong | Cha Sang Hoon | 4月6日        |       |       |       |       |       |       |       |       |       |       |       |       |       |       |       |       |       |       |
| 第53話           | じゅりあのひみつ                       | 白坂英晃     | 内藤明吾                     | Kang Boo Young Yang Ji Hye Jeon Byung Gon Min Sun Young Song Hyun Joo Kim Hee Yeon Seong Ji Yeong Yu Gyeong Sik Lee Mi Hyeong Jeong Eun Hui Jo Yun Seong | Cha Sang Hoon | 4月13日       |       |       |       |       |       |       |       |       |       |       |       |       |       |       |       |       |       |       |
| 第54話           | えるのひみつ                           | 小森さじ     | 大平直樹                     | Kang Boo Young Yang Ji Hye Jeon Byung Gon Min Sun Young Song Hyun Joo Kim Hee Yeon Seong Ji Yeong Yu Gyeong Sik Lee Mi Hyeong Jeong Eun Hui Jo Yun Seong | Cha Sang Hoon | 4月20日       |       |       |       |       |       |       |       |       |       |       |       |       |       |       |       |       |       |       |
| 第55話           | 対決！クリーニングマッチ               | 吉岡南都     | 佐藤マコト                   | Kang Boo Young Yang Ji Hye Jeon Byung Gon Min Sun Young Song Hyun Joo Kim Hee Yeon Seong Ji Yeong Yu Gyeong Sik Lee Mi Hyeong Jeong Eun Hui Jo Yun Seong | Cha Sang Hoon | 4月27日       |       |       |       |       |       |       |       |       |       |       |       |       |       |       |       |       |       |       |
| 第56話           | ひみつのアイプリコンテスト             | 白鳥雄介     | 土屋日                       | Kang Boo Young Yang Ji Hye Jeon Byung Gon Min Sun Young Song Hyun Joo Kim Hee Yeon Seong Ji Yeong Yu Gyeong Sik Lee Mi Hyeong Jeong Eun Hui Jo Yun Seong | Cha Sang Hoon | 5月4日        |       |       |       |       |       |       |       |       |       |       |       |       |       |       |       |       |       |       |
| 第57話           | 雨上がりのふたり                       | 鈴森ゆみ     | 内藤明吾                     | Kang Boo Young Yang Ji Hye Jeon Byung Gon Min Sun Young Song Hyun Joo Kim Hee Yeon Seong Ji Yeong Yu Gyeong Sik Lee Mi Hyeong Jeong Eun Hui Jo Yun Seong | Cha Sang Hoon | 5月11日       |       |       |       |       |       |       |       |       |       |       |       |       |       |       |       |       |       |       |
| 第58話           | アイプリコンテスト開幕！               | 静原舞香     | 大宙征基                     | Kang Boo Young Yang Ji Hye Jeon Byung Gon Min Sun Young Song Hyun Joo Kim Hee Yeon Seong Ji Yeong Yu Gyeong Sik Lee Mi Hyeong Jeong Eun Hui Jo Yun Seong | Cha Sang Hoon | 5月18日       |       |       |       |       |       |       |       |       |       |       |       |       |       |       |       |       |       |       |
| 第59話           | リング姫、登場                         | 白坂英晃     | 藤咲淳一                     | Kang Boo Young Yang Ji Hye Jeon Byung Gon Min Sun Young Song Hyun Joo Kim Hee Yeon Seong Ji Yeong Yu Gyeong Sik Lee Mi Hyeong Jeong Eun Hui Jo Yun Seong | Cha Sang Hoon | 5月25日       |       |       |       |       |       |       |       |       |       |       |       |       |       |       |       |       |       |       |
| 第60話           | うわさの転校生                         | 小森さじ     | 大平直樹                     | Kang Boo Young Yang Ji Hye Jeon Byung Gon Min Sun Young Song Hyun Joo Kim Hee Yeon Seong Ji Yeong Yu Gyeong Sik Lee Mi Hyeong Jeong Eun Hui Jo Yun Seong | Cha Sang Hoon | 6月1日        |       |       |       |       |       |       |       |       |       |       |       |       |       |       |       |       |       |       |
| 第61話           | たったひとつのひみつ                   | 吉岡南都     | 佐藤マコト                   | Kang Boo Young Yang Ji Hye Jeon Byung Gon Min Sun Young Song Hyun Joo Kim Hee Yeon Seong Ji Yeong Yu Gyeong Sik Lee Mi Hyeong Jeong Eun Hui Jo Yun Seong | Cha Sang Hoon | 6月8日        |       |       |       |       |       |       |       |       |       |       |       |       |       |       |       |       |       |       |
| 第62話           | おとめのプロデュース                   | 白鳥雄介     | 内藤明吾                     | Kang Boo Young Yang Ji Hye Jeon Byung Gon Min Sun Young Song Hyun Joo Kim Hee Yeon Seong Ji Yeong Yu Gyeong Sik Lee Mi Hyeong Jeong Eun Hui Jo Yun Seong | Cha Sang Hoon | 6月15日       |       |       |       |       |       |       |       |       |       |       |       |       |       |       |       |       |       |       |
| 第63話           | とべ！ジャンピンロケット               | 鈴森ゆみ     | 竹村菜月                     | Kang Boo Young Yang Ji Hye Jeon Byung Gon Min Sun Young Song Hyun Joo Kim Hee Yeon Seong Ji Yeong Yu Gyeong Sik Lee Mi Hyeong Jeong Eun Hui Jo Yun Seong | Cha Sang Hoon | 6月22日       |       |       |       |       |       |       |       |       |       |       |       |       |       |       |       |       |       |       |
| 第64話           | マイメロディとクロミがやってきた       | 市川十億衛門 | 内藤明吾                     | Kang Boo Young Yang Ji Hye Jeon Byung Gon Min Sun Young Song Hyun Joo Kim Hee Yeon Seong Ji Yeong Yu Gyeong Sik Lee Mi Hyeong Jeong Eun Hui Jo Yun Seong | Cha Sang Hoon | 6月29日       |       |       |       |       |       |       |       |       |       |       |       |       |       |       |       |       |       |       |
| 第65話           | おともだちのえがお                     | 白坂英晃     | 大宙征基                     | Kang Boo Young Yang Ji Hye Jeon Byung Gon Min Sun Young Song Hyun Joo Kim Hee Yeon Seong Ji Yeong Yu Gyeong Sik Lee Mi Hyeong Jeong Eun Hui Jo Yun Seong | Cha Sang Hoon | 7月6日        |       |       |       |       |       |       |       |       |       |       |       |       |       |       |       |       |       |       |
| 第66話           | アイムゥ大集合！                       | 藤咲淳一     | 藤咲淳一                     | Kang Boo Young Yang Ji Hye Jeon Byung Gon Min Sun Young Song Hyun Joo Kim Hee Yeon Seong Ji Yeong Yu Gyeong Sik Lee Mi Hyeong Jeong Eun Hui Jo Yun Seong | Cha Sang Hoon | 7月13日       |       |       |       |       |       |       |       |       |       |       |       |       |       |       |       |       |       |       |
| 第67話           | 第2回アイプリコンテスト                | 静原舞香     | 大平直樹                     | Kang Boo Young Yang Ji Hye Jeon Byung Gon Min Sun Young Song Hyun Joo Kim Hee Yeon Seong Ji Yeong Yu Gyeong Sik Lee Mi Hyeong Jeong Eun Hui Jo Yun Seong | Cha Sang Hoon | 7月20日       |       |       |       |       |       |       |       |       |       |       |       |       |       |       |       |       |       |       |
| 第68話           | みつきと夏のはじまり                   | 小森さじ     | 平池芳正                     | Kang Boo Young Yang Ji Hye Jeon Byung Gon Min Sun Young Song Hyun Joo Kim Hee Yeon Seong Ji Yeong Yu Gyeong Sik Lee Mi Hyeong Jeong Eun Hui Jo Yun Seong | Cha Sang Hoon | 7月27日       |       |       |       |       |       |       |       |       |       |       |       |       |       |       |       |       |       |       |
| 第69話           | おいチィかき氷はいかが？               | 吉岡南都     | 林直孝                       | Kang Boo Young Yang Ji Hye Jeon Byung Gon Min Sun Young Song Hyun Joo Kim Hee Yeon Seong Ji Yeong Yu Gyeong Sik Lee Mi Hyeong Jeong Eun Hui Jo Yun Seong | Cha Sang Hoon | 8月3日        |       |       |       |       |       |       |       |       |       |       |       |       |       |       |       |       |       |       |
| 第70話           | つむぎとサマーフェス                   | 白鳥雄介     | 大宙征基                     | Kang Boo Young Yang Ji Hye Jeon Byung Gon Min Sun Young Song Hyun Joo Kim Hee Yeon Seong Ji Yeong Yu Gyeong Sik Lee Mi Hyeong Jeong Eun Hui Jo Yun Seong | Cha Sang Hoon | 8月10日       |       |       |       |       |       |       |       |       |       |       |       |       |       |       |       |       |       |       |
| 第71話           | ビビはチィの一番弟子                   | 鈴森ゆみ     | 大平直樹                     | Kang Boo Young Yang Ji Hye Jeon Byung Gon Min Sun Young Song Hyun Joo Kim Hee Yeon Seong Ji Yeong Yu Gyeong Sik Lee Mi Hyeong Jeong Eun Hui Jo Yun Seong | Cha Sang Hoon | 8月17日       |       |       |       |       |       |       |       |       |       |       |       |       |       |       |       |       |       |       |

### 放送局
| 放送期間                                                    | 放送時間                              | 放送局              | 対象地域                                                    | 備考     |
| ----------------------------------------------------------- | ------------------------------------- | ------------------- | ----------------------------------------------------------- | -------- |
| 2024年4月7日 - 2025年3月30日                                | 日曜 10:00 - 10:30                    | テレビ東京系列全6局 | 北海道・関東広域圏・愛知県・ 大阪府・岡山県・香川県・福岡県 | 字幕放送 |
| 2024年4月22日 - 2025年3月24日 2025年3月31日 - 2025年4月28日 | 月曜 17:00 - 17:30 月曜 17:26 - 17:55 | テレビ和歌山        | 和歌山県                                                    |          |
| 2024年7月31日 -                                             | 水曜 7:00 - 7:30                      | びわ湖放送          | 滋賀県                                                      | [ 36 ]   |
| 2024年8月26日 -                                             | 月曜 7:30 - 8:00                      | 奈良テレビ          | 奈良県                                                      |          |

| 放送期間        | 放送時間           | 放送局              | 対象地域                                                    | 備考     |
| --------------- | ------------------ | ------------------- | ----------------------------------------------------------- | -------- |
| 2025年4月6日 -  | 日曜 9:30 - 10:00  | テレビ東京系列全6局 | 北海道・関東広域圏・愛知県・ 大阪府・岡山県・香川県・福岡県 | 字幕放送 |
| 2025年4月13日 - | 日曜 5:30 - 6:00   | テレビ新広島        | 広島県                                                      | [ 38 ]   |
|                 | 日曜 6:30 - 7:00   | 仙台放送            | 宮城県                                                      | [ 38 ]   |
| 2025年5月4日 -  | 月曜 17:26 - 17:55 | テレビ和歌山        | 和歌山県                                                    |          |

| 配信開始日    | 配信時間             | 配信サイト | 備考                                     |
| ------------- | -------------------- | --- | ---------------------------------------- |
| 2024年4月7日  | 日曜 10:30 更新      | Lemino アニメタイムズ （PrimeVideoチャンネル） | 地上波放送終了直後に独占先行見放題配信。 |
| 2024年4月9日  | 火曜 17:00 以降 更新 | dアニメストア DMM TV U-NEXT アニメ放題 バンダイチャンネル ABEMA FOD ニコニコチャンネル Hulu Amazonプライムビデオ ネットもテレ東 J:COM STREAM milplus HAPPY!動画 クランクイン!ビデオ ビデオマーケット music.jp TVer TELASA （レンタル） Google Play / YouTube |                                          |
|               | 火曜 21:00 - 21:30   | ニコニコ生放送 |                                          |
| 2024年4月10日 | 水曜 12:00 更新      | YouTube（アイプリちゅ〜ぶ｜タカラトミーチャンネル｜ちゃおチャンネル） | 1・2話は常設、3話以降は1週間限定無料。   |

日本国外
スペインのJonu Mediaがライセンスを取得し“El Secreto de AiPri”の表題で配信を行っている。

### 関連商品

#### CD
| 発売日        | タイトル                                                                       | 規格品番     |
| ------------- | ------------------------------------------------------------------------------ | ------------ |
| 2024年8月21日 | TVアニメ『ひみつのアイプリ』キャラクターソングミニアルバム VERSE IN SONG 01 DX | EYCA-14438/B |
| 2024年8月21日 | TVアニメ『ひみつのアイプリ』キャラクターソングミニアルバム VERSE IN SONG 01    | EYCA-14439   |

#### BD
| 巻 | 発売日         | 収録話          | 規格品番     |
| -- | -------------- | --------------- | ------------ |
| 1  | 2024年10月23日 | 第1話 - 第12話  | EYXA-14446/7 |
| 2  | 2025年1月22日  | 第13話 - 第24話 | EYXA-14448/9 |
| 3  | 2025年4月23日  | 第25話 - 第38話 | EYXA-14450/1 |
| 4  | 2025年7月23日  | 第39話 - 第51話 | EYXA-14452/3 |

| テレビ東京系列 日曜 9:30 - 10:00 | テレビ東京系列 日曜 9:30 - 10:00                                                                                            | テレビ東京系列 日曜 9:30 - 10:00                                                                                    |
| 前番組 | 番組名 | 次番組 |
| --- | --- | --- |
| 武井壮のゴルフバッグ担いでください （2024年1月7日 - 2025年3月30日） - ※同番組のみスポーツ番組。 ※同番組までテレビ大阪製作。 - ※30分繰り下げて継続。 | ひみつのアイプリ リング編 （2025年4月6日 - ） - ※本番組よりプリティーシリーズのアニメ枠 ※本番組よりテレビ東京製作           | - |
| テレビ東京系列 日曜 10:00 - 10:30 | | |
| プラモnoハナシ （2024年3月3日 - 3月24日） - ※同番組のみトーク番組。                                                                                 | ひみつのアイプリ （2024年4月7日 - 2025年3月30日） - ※本番組のみ再度プリティーシリーズのアニメ枠 - ※本番組までテレビ東京製作 | 武井壮のゴルフバッグ担いでください （2025年4月6日 -） - ※同番組よりテレビ大阪製作のスポーツ番組。 - ※30分繰り下げ。 |

## 漫画
ウェブコミック配信サイト『ちゃおプラス』（小学館）に『ひみつのアイプリ フルカラーおさらい4コマ』のタイトルでフルカラーの4コマ漫画として連載されている。漫画はみたうが執筆し、4月8日から毎週月曜日午前0時に更新。2024年12月27日発売の『ちゃお』（同社）2025年2月号より『ひみつのアイプリ』のタイトルで連載されている。漫画は羽山ゆあが担当。

## イベント
バズリウムトラック点灯式
2024年4月5日から7日にかけて、東京都豊島区の中池袋公園（アニメイト池袋本店前）においてゲーム・アニメの宣伝装飾を施したデコトラ「バズリウムトラック」を駐車するプロモーション活動が行われた。5日夕方には主演の藤寺美徳と平塚紗依、超ときめき♡宣伝部の3名（辻野かなみ、杏ジュリア、菅田愛貴）が出演するトラックの装飾点灯式を実施した。